# سمنة
السمنة وتُعَرف بأنها تلك الحالة الطبية التي تتراكم فيها الدهون الزائدة بالجسم إلى درجةٍ تتسبب معها في وقوع آثارٍ سلبيةٍ على الصحة، مؤديةً بذلك إلى انخفاض متوسط عمر الفرد المأمول و/أو إلى وقوع مشاكل صحيةٍ متزايدةٍ. يحدد مؤشر كتلة الجسم، وهو مقياس يقابل الوزن بالطول، الأفراد الذين يعانون فرط الوزن (مرحلة ما قبل السمنة) بأنهم الأفراد الذين يكون مؤشر كتلة جسمهم بين 25 كجم/م2 و30 كجم/م2، ويحدد الأفراد الذين يعانون السمنة بأنهم أصحاب مؤشر كتلة الجسم الأكثر من 30 كجم/م2.
هذا وتزيد السمنة من احتمالية الإصابة بالعديد من الأمراض المصاحبة للسمنة، وخاصةً أمراض القلب، وسكري النمط الثاني، وصعوبات التنفس أثناء النوم، وأنواع معينة من السرطان، والفصال العظمي. وعادةً ما تنتج السمنة من مزيج من سعراتٍ حراريةٍ زائدةٍ، مع قلةٍ في النشاط البدني والتأثيرات الجينية. ذلك على الرغم من أن القليل من الحالات تحدث في المقام الأول بسبب الجينات، واضطرابات الغدد الصماء، والأدوية، والأمراض النفسية. ويجب ملاحظة أن الدلائل على أن الأفراد الذين يعانون السمنة يأكلون ما يزيد عن حاجة جسمهم فيزيد وزنهم بسبب جيناتهم الوراثية؛ التي تمنعهم بعملية أيض تتسم بالاستفادة من الغذاء على نحو أمثل. في المتوسط فإن فقدان الطاقة لدى الذين يعانون السمنة أكبر من نظرائهم الذين لا يعانونها بسبب الحاجة للطاقة من أجل الحفاظ على كتلة جسم متزايدة. ويتمثل العلاج الأول للسمنة في اتباع حميةٍ غذائيةٍ وممارسة التمارين الرياضية. ولتدعيم مثل تلك الأنشطة، أو في حالة خيبة عن هذا العلاج، فربما يكون من الممكن تعاطي أدوية التخسيس لتقليل الشهية أو لمنع امتصاص الدهون. إلا أنه في الحالات المتقدمة، تُجْرَى جراحةٍ أو يتم وضع بالون داخل المعدة للتقليل من حجمها و/أو تقليل طول الأمعاء، مما يؤدي إلى شبع مبكر وخفض القدرة على امتصاص المواد الغذائية من الطعام.
تعد السمنة سبباً رئيسياً للموت يمكن الوقاية منه على مستوى العالم أجمع، حيث ترتفع معدلات الإصابة بها سواء بين البالغين والأطفال. في عام 2015، كان 600 مليون من البالغين (12٪) و100مليون طفل يعانون من السمنة المفرطة في 195 دولة. وهي تشهد شيوعاً أو انتشاراً متزايداً بين فئات الراشدين والأطفال، وتعتبر السلطات السمنة واحدةً من أكثر مشكلات الصحة العامة في القرن الحادي والعشرين خطورة. ويُنظر إلى السمنة على أنها وصمةٌ في العالم الحديث (خاصةً العالم الغربي)، على الرغم من أنها كانت يُنظر إليها -وعلى نطاقٍ واسعٍ - على أنها رمز الثروة والخصوبة في عصور أخرى عبر التاريخ، وهو رأي ما زال سائداً في بعض أنحاء العالم.

## التصنيف

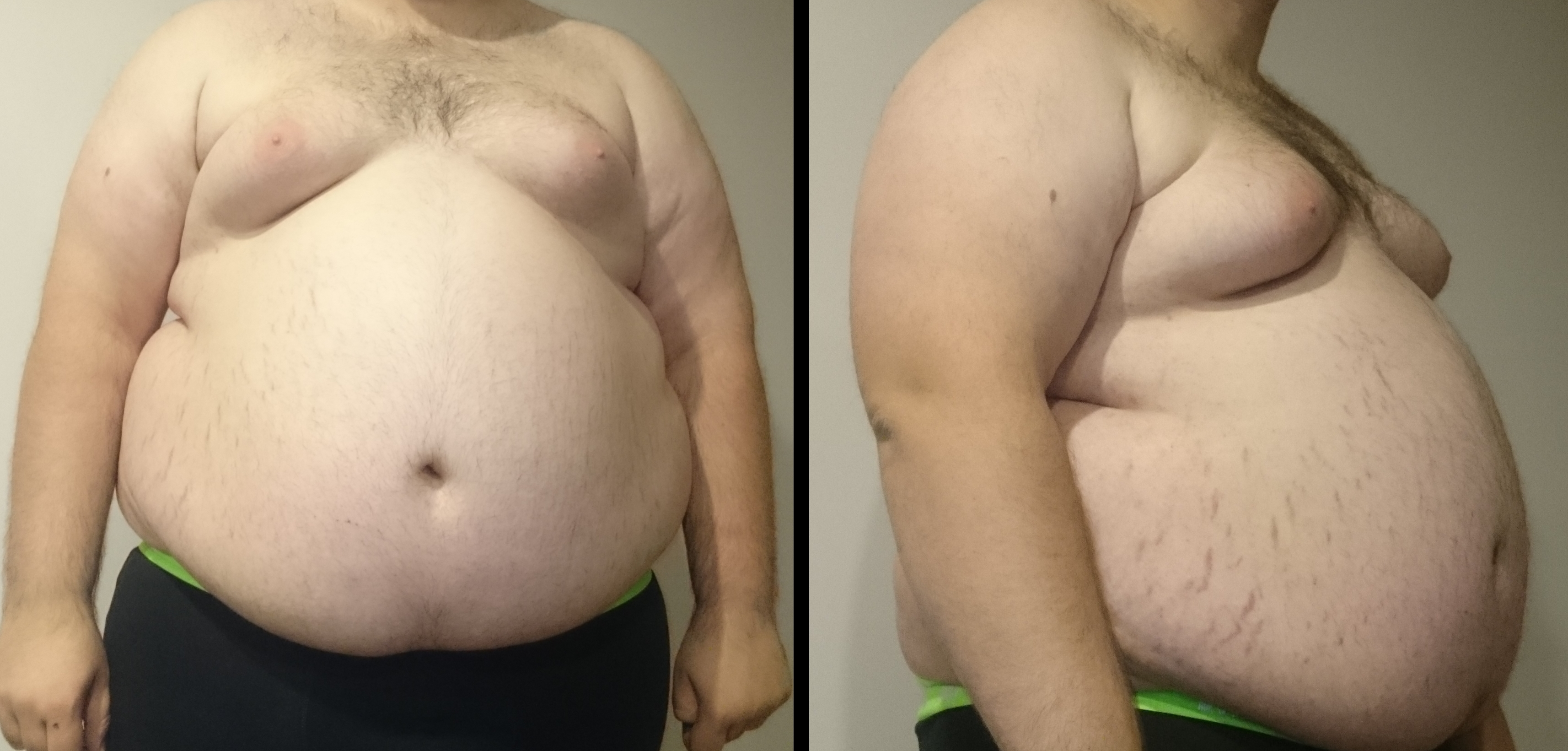
رجل يعاني من السمنة المرضية بمؤشر كتلة جسم 74كجم/م^{2}: الوزن 146 كجم، الطول 177 سم.

السمنة هي الحالة الطبية التي تتراكم فيها الدهون الزائدة بالجسم إلى درجةٍ تتسبب معها في وقوع آثارٍ سلبيةٍ على الصحة. ويتم تحديدها من خلال مؤشر كتلة الجسم، كما يتم تقييمها بصورةٍ أكبرٍ في ضوء توزع الدهون من خلال مقياس نسبة الخصر إلى الورك وعوامل خطورة التعرض لأمراض القلب. يرتبط مؤشر كتلة الجسم بشكل وثيق بكل من نسبة دهون الجسم وإجمالي دهون الجسم.
ويتغير الوزن الصحي عند الأطفال وفقاً لعاملي السن والجنس. إن السمنة عند الأطفال والمراهقين لا يتم التعبير عنها برقمٍ مطلقٍ، ولكن في ضوء العلاقة فيما بين قياساتهم بقياسات جماعة طبيعية تاريخية، وبالتالي تكون السمنة هي مؤشر كتلة الجسم الأكبر من المرتبة المئوية الخامسة والتسعين. حيث تم الحصول على تلك البيانات المرجعية التي تم بناء هذه النسب عليها خلال المدة المتراوحة بين عاميّ 1963 و1994، وبالتالي لم تتأثر بالزيادات الحالية في الوزن.
| مؤشر كتلة الجسم | التصنيف                  |
| --------------- | ------------------------ |
| <18.5           | أقل من الوزن الطبيعي     |
| 18.5 – 24.9     | وزن طبيعي                |
| 25 - 29.9       | بدانة                    |
| 30 - 34.9       | الدرجة الأولى من السمنة  |
| 35 - 39.9       | الدرجة الثانية من السمنة |
| ≥ 40            | الدرجة الثالثة من السمنة |

يتم حساب مؤشر كتلة الجسم من خلال قسمة كتلة الفرد على مربع طوله أو طولها، ويتم التعبير عنه عادةً إما بالنظام المتري أو بنظام وحدات القياس الأمريكية المتعارف عليها:
النظام المتري: {\displaystyle BMI=kilograms/meters^{2}}
نظام الوحدات الأمريكي: {\displaystyle BMI=lb*703/in^{2}}
حيث {\displaystyle lb} (الأرطال) هي وزن الفرد مقدراً بالأرطال، و{\displaystyle in} (البوصة) هي طول الفرد مقدراً بالبوصات.
كما تُعد التعريفات التي حددتها منظمة الصحة العالمية في عام 1997 ونشرتها في عام 2000 هي الأكثر انتشاراً وشيوعاً، والتي تشير إلى القيم الموجودة بالجدول.
إلا أنه تم إجراء بعض التعديلات على التعريفات التي صاغتها منظمة الصحة العالمية من قِبَلِ بعض الجهات الأخرى. حيث تُقَسِم دراسات الجراحة «الدرجة الثالثة» السمنة أو البدانة إلى تصنيفاتٍ فرعيةٍ، ولكن القيم المحددة لهذا التصنيف ما زال مشكوكٍ في مدى دقتها.
- أي مؤشر كتلة جسم ≥ 35 أو 40 يشير إلى سمنةٍ مفرطةٍ
- أي مؤشر كتلة جسم ≥ 35 أو 40-44,9 أو 49,9 يشير إلى سمنةٍ مرضيةٍ
- أي مؤشر كتلة جسم ≥ 45 أو 50 يشير إلى سمنةٍ رهيبةٍ

أعادت بعض الدول تعريف مرض السمنة، حيث تعاني الشعوب الآسيوية من تَبِعاتٍ صحيةٍ سلبيةٍ عند مؤشر كتلة الجسم الأقل من مؤشر كتلة الجسم عند القوقازيين، فقد عرَّفَه اليابانيون على أنه أي مؤشر كتلة جسمٍ أكبر من 25، في حين استخدم الصينيون مؤشر كتلة جسمٍ أكبر من 28 في تعريفهم للسمنة.

## آثار السمنة على الصحة
وزن الجسم الزائد مرتبط بالعديد من الأمراض، خاصةً أمراض القلب، سكري النمط الثاني، توقف التنفس الانسدادي أثناء النوم، وأنواع معينة من السرطان، والفصال العظمي. مؤديةً بذلك إلى انخفاض متوسط عمر الفرد المأمول و/أو إلى وقوع مشاكلٍ صحيةٍ متزايدةٍ.

### معدل الوفيات

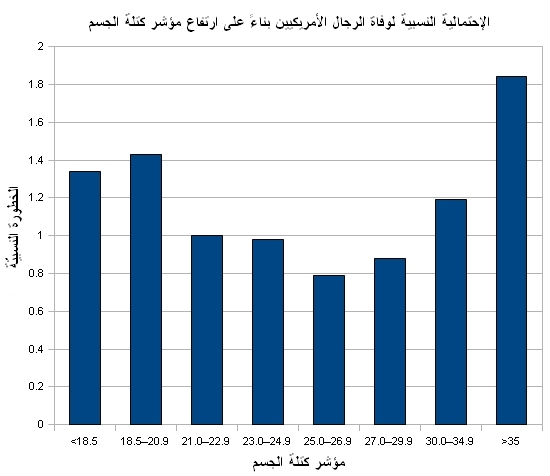
الاحتمالية النسبية لوفاة الرجال في الولايات المتحدة بناءً على مؤشر كتلة الجسم.

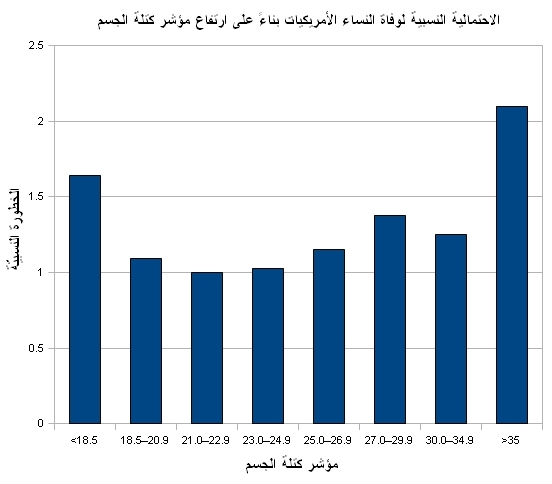
الاحتمالية النسبية لوفاة النساء في الولايات المتحدة بناءً على مؤشر كتلة الجسم.

السمنة هي واحدةً من أسباب الموت الرئيسية التي يمكن الوقاية منها، والمنتشرة عبر أرجاء العالم أجمع. حيث توصلت دراسات واسعة النطاق في كلٍ من الولايات المتحدة الأمريكية وأوروبا إلى أن خطر الوفاة يقل إذا كان مؤشر كتلة الجسم يتراوح بين 22.5 و25 كجم/م2 في غير المدخنين وإذا كان يتراوح بين 24 و27 كجم/م2 عند المدخنين، مع مخاطر زيادة احتمالية الموت تماشياً مع التغير في كلا الاتجاهين. هذا وقد اقترن مؤشر كتلة الجسم الذي يزيد على 32 بتضاعف معدل الوفيات فيما بين النساء على مدار فترةٍ مقدارها 16 عاماً. ومن المقدر أن السمنة في الولايات المتحدة تعدد السبب الكامن وراء زيادة معدلات الوفيات من 111.909 إلى 265.000 في العام الواحد، بينما يرجع السبب وراء موت مليون فردٍ (7.7%) في الاتحاد الأوروبي إلى زيادة الوزن. وفي المتوسط، تُخَفِض السمنة أو البدانة من متوسط العمر المأمول من ستة إلى سبعة أعوامٍ تقريباً: حيث يُخَفِض متوسط كتلة الجسم الذي يتراوح بين 30 و35 من متوسط العمر المأمول بمقدار عامين إلى أربعة أعوام،  في حين تُخَفِض السمنة المفرطة من متوسط العمر المأمول بمقدار عشرة أعوام.

### نسبة انتشار المرض
تزيد السمنة من احتمالية الإصابة بالعديد من الأمراض الجسدية والعقلية. يمكن ملاحظة انتشار مثل تلك الأمراض في المتلازمة الأيضية، والتي تمثل مزيجاً من الاضطرابات التي تشتمل على: سكري النمط الثاني، ضغط الدم المرتفع، ارتفاع معدل الكوليسترول في الدم، وارتفاع مستوى الدهون الثلاثية.
وتنجم المضاعفات إما بصورةٍ مباشرةٍ من خلال السمنة أو بصورةٍ غير مباشرةٍ من خلال آليات لها نفس السبب مثل ضعف التغذية أو نمط الحياة السكوني. هذا وتختلف قوة العلاقة بين السمنة وظروفٍ بعينها. وتتمثل إحدى أقوى تلك العلاقات في علاقة السمنة سكري النمط الثاني. حيث يشكل الوزن الزائد الأساس في 64% من حالات مرض السكري في الرجال و77% من الحالات في النساء.
تقع التبعات الصحية في فئتين أساسيتين: تلك التبعات التي تعزو إلى آثار زيادة كتلة الدهون (مثل الفصال العظمي، انقطاع النفس الانسدادي أثناء النوم، والنفور الاجتماعي) وتبعاتٍ أخرى تحدث نتيجة للعدد المتزايد من الخلايا الدهنية (السكري، السرطان، أمراض القلب، ومرض الكبد الدهني غير الكحولي. وتُغير زيادة دهون الجسم من استجابة الجسم للإنسولين، حيث قد تؤدي إلى مقاومة الإنسولين. كما تسبب الدهون الزائدة في زيادة احتمالية التعرض للالتهابات وتخثر الدم.
| المجال الطبي                    | الحالة | المجال الطبي               | الحالة |
| ------------------------------- | --- | -------------------------- | --- |
| أمراض القلب                     | - مرض القلب الإقفاري: الذبحة الصدرية واحتشاء عضل القلب - قصور عضلة القلب الاحتقاني - فرط ضغط الدم - اضطرابات في استقلاب الشحوم—الكوليسترول والشحوم الثلاثية - تخثر الوريد العميق وانصمام رئوي | الأمراض الجلدية            | - تجعدات صغيرة - شواك انسدادي - وذمة لمفاوية - التهاب الخلايا - الشعرانية - سعفة القدم |
| علم الغدد الصماء والطب التناسلي | - السكري - متلازمة تكيس المبايض - اضطرابات الدورة الشهرية - عقم - مضاعفات أثناء الحمل - تشوهات خِلقية - وفاة الجنين داخل الرحم                                                                 | الجهاز الهضمي              | - استرجاع العصارة الهضمية من المعدة إلى المريء - مرض الكبد الدهني غير الكحولي - حصاة صفراوية (حصى المرارة) |
| علوم عصبية                      | - سكتة دماغية - صداع نصفي - متلازمة النفق الرسغي - الخرف - ارتفاع ضغط الدم داخل الجمجمة مجهول السبب - التصلب اللويحي                                                                          | علم الأورام                | - سرطان الثدي، سرطان المبيض - سرطان المريء، سرطان القولون والمستقيم - سرطان الكبد، ورم البنكرياس - سرطان الحويصل الصفراوي، سرطان المعدة - سرطان بطانة الرحم، سرطان عنق الرحم - سرطان البروستات، سرطان الكلية - ورم ليمفوي لا- هودجيكن، ورم نقوي متعدد |
| الطب النفسي                     | - اضطراب الاكتئاب الرئيسي عند النساء - النفور الاجتماعي | أمراض صدرية                | - انقطاع النفس الانسدادي النومي - متلازمة نقص التهوية أثناء النوم بسبب السمنة - ربو - المضاعفات المتزايدة أثناء التخدير الكلي |
| الأمراض المفصلية وتقويم الأسنان | - النقرس - ضعف الحركة - الفصال العظمي - عرق النسا | طب الجهاز البولي وطب الكلى | - ضعف الانتصاب - سلس البول - قصور كلوي حاد - نقص القندية |

### مفارقة البقاء المرتبطة بالسمنة
على الرغم من أن التبعات الصحية السلبية للسمنة عند جميع البشر ثابتة بالدلائل المتاحة، إلا أن النتائج الصحية في بعض المجموعات الفرعية أبدت تحسناً مع زيادة مؤشر كتلة الجسم، وهي ظاهرة تعرف بمفارقة البقاء المرتبطة بالسمنة (بالإنجليزية: Obesity Survival Paradox)‏. تم وصف هذه المفارقة لأول مرة في عام 1999 عند الأفراد الذين يعانون من السمنة والبدانة المصابين بالديال الدموي، وقد لوحظ فيما بعد ذلك عند الأشخاص المصابين بقصورعضلة القلب واعتلال الشرايين الخارجية.
في الأفراد المصابين بقصور عضلة القلب، فإن الذين لديهم مؤشر كتلة جسم يتراوح بين 30 و34.9، كانت الوفيات بينهم أقل من الأفراد ذوي الوزن العادي. لقد عُزي هذا إلى أن الناس غالباً ما يفقدون الوزن كلما تطور المرض الذي يعانون منه. كما تم التوصل إلى نتائجٍ مشابهةٍ في أنماطٍ أخرى من أمراض القلب. إن الأفراد، الذين يعانون من الدرجة الأولى من السمنة ومرض القلب، لا يعانون من معدلاتٍ أكبرٍ من مشكلات القلب عن الأفراد الذين يتمتعون بالوزن الطبيعي والذين يعانون أيضاً من مرض القلب. مع هذا، ففي الأفراد الذين يعانون من مستوياتٍ أعلى من السمنة، تزداد احتمالية حدوث تبعاتٍ سيئةٍ. حتى بعد إجراء جراحة تعديل شريان القلب التاجي، فلم يلاحظ أية زيادةٍ في معدل الوفيات بين الأفراد الذين يعانون من البدانة أوالسمنة. هذا وقد وجدت إحدى الدراسات أن نقص الوفيات يمكن أن يتم تفسيره في ضوء العلاج الأكثر تكثيفاً الذي يتلقاه مرضى السمنة بعد اجتيازهم للجراحة القلبية. في حين وجدت دراسةٌ أخرى أنه إذا ما أُخذ في الاعتبار النفاخ الرئوي، أو مرض الانسداد الرئوي المزمن، في المرضى الذين يعانون من مرض اعتلال الشرايين الخارجية، فلن يكون للسمنة أي تأثيرٍ مفيدٍ بعد ذلك.

## الأسباب
من المعتقد أن تفسر تركيبة تناول سعرات حرارية بصورةٍ مفرطةٍ وقلة النشاط البدني على المستوى الفردي أغلب حالات السمنة. بينما يعزى عدد قليل من الحالات للعوامل الوراثية، أو لأسبابٍ طبيةٍ، أو للأمراض النفسية. من ناحيةٍ أخرى، فإن زيادة معدلات السمنة ترجع على مستوى اجتماعي إلى الأغذية الشهية التي يسهل الحصول عليها، والاعتماد المتزايد على السيارات، والتصنيع المميكن (الآلي).
لقد حددت دراسة أُجريت عام 2006 عشرة عواملٍ أخرى أسهمت في الزيادة الحالية في معدلات السمنة: (1)النوم غير الكافي، (2) مسببات خلل الغدد الصماء (ملوثاتٍ بيئيةٍ تتداخل مع عملية التمثيل الغذائي للدهون)، (3) تناقص درجة الحرارة المحيطة، (4) تناقص معدلات التدخين لأن التدخين يقلل الشهية، (5) الاستخدام المتزايد للأدوية التي يمكن أن يتسبب في زيادة الوزن (مثل مضادات الذهان الغير نمطية)، (6) الزيادات النسبية في المجموعات العرقية والعمرية التي تميل إلى أن تكون أكثر وزناً، (7) الحمل في عمر متأخر (والذي قد يؤدي إلى قابلية الإصابة بالسمنة عند الأطفال المولودين)، (8) عوامل المخاطرة اللابنيويّة عبر الأجيال المختلفة، (9) الاصطفاء الطبيعيى لمؤشرات كتلة الجسم الأعلى، وأخيراً (10) التزاوج المختلط الذي يؤدي إلى تركيز متزايد للعوامل المؤدية للسمنة (لن يؤدي هذا بالضرورة إلى زيادة عدد الأفراد الذين يعانون من السمنة، لكنه قد يزيد من متوسط أوزان السكان). وعلى الرغم من توافر دلائلٍ هامةٍ تدعم تأثير هذه الآليات على الانتشار المتزايد للسمنة، فإن هذه الدلائل ما زالت غير حاسمة، ويقر من أجروا الدراسة أن هذه العوامل ربما تكون أقل تأثيراً من العوامل التي ناقشناها في الفقرة السابقة.

### الغذاء
| لا معطيات <1600 1600–1800 1800–2000 | 2000–2200 2200–2400 2400–2600 2600–2800 | 2800–3000 3000–3200 3200–3400 3400–3600 | >3600 |

| لا معطيات <1600 1600–1800 1800–2000 | 2000–2200 2200–2400 2400–2600 2600–2800 | 2800–3000 3000–3200 3200–3400 3400–3600 | >3600 |

| لا معطيات <1600 1600–1800 1800–2000 | 2000–2200 2200–2400 2400–2600 2600–2800 | 2800–3000 3000–3200 3200–3400 3400–3600 | >3600 |

تتنوع وتختلف حصة الطاقة الغذائية للفرد بصورةٍ ملحوظةٍ فيما بين المناطق والدول، وقد اختلفت أيضاً بشكلٍ كبيرٍ عبر الزمن. حيث تزايد متوسط السعرات الحرارية المتاحة للفرد (كميات الطعام المشتراة) على مدار الفترة من بداية السبعينات في القرن العشرين إلى نهاية التسعينات منه في جميع أنحاء العالم ما عدا أوروبا الشرقية. أما في عام 1996 فقد حققت الولايات المتحدة أكبر معدل استهلاكٍ بمقدارٍ وصل إلى "3654" سعراً حرارياً للفرد. إلا أن هذا المعدل تزايد بصورةٍ أكبر خلال عام 2003 حتى وصل إلى "3754". وفي نهايات التسعينات من القرن العشرين كان الأوروبيون يتناولون نحو "3394" سعراً حرارياً للفرد الواحد، أما في المناطق النامية من آسيا بلغ ذلك "2648" سعراً حرارياً للفرد، وبلغ في إفريقيا السوداء "2176" للفرد. كما وُجِدَ أن إجمالي استهلاك السعرات الحرارية له علاقةً بالسمنة.
يساعد توافر الإرشادات الغذائية على نطاقٍ واسعٍ «بالقليل» في معالجة مشكلات الإفراط في تناول الطعام والاختيار السيئ للأغذية. في الفترة من سنة 1971 إلى سنة 2000، تزايدت معدلات السمنة في الولايات المتحدة من 14.5% إلى 30.9%. وفي أثناء نفس الفترة، وقعت زيادةٌ في متوسط السعرات الحرارية المستهلكة. بالنسبة للسيدات، كانت الزيادة في المتوسط "335" في اليوم (1542 سعر حراري في عاميّ 1971 و1877 سعراً في سنة 2004) بينما كانت الزيادة في المتوسط بالنسبة للرجال 168 سعراً حرارياً في اليوم (2450 سعراً في 1971 و2618 سعراً في سنة 2004). جاءت أغلب هذه السعرات الزائدة من الزيادة في استهلاك الكربوهيدرات وليس الدهون. ويتمثل المصدر الأساسي لهذه الكربوهيدرات في المشروبات المحلاة، والتي تُعطي وحدها هذه الأيام 25% تقريباً من السعرات الحرارية اليومية عند الراشدين في الولايات المتحدة الأمريكية. وهنا يسري الاعتقاد أن استهلاك المشروبات المحلاة يسهم في زيادة معدلات السمنة.

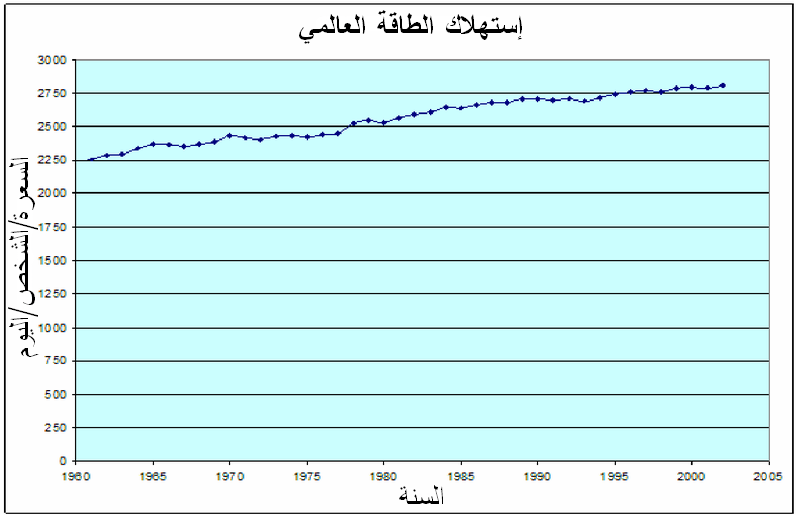
متوسط استهلاك الطاقة للفرد في العالم من عام 1961 إلى عام 2002.

وفي حين يتزايد اعتماد المجتمعات على الوجبات السريعة كبيرة الحجم والغنية بالطاقة، فإن العلاقة بين استهلاك الأغذية السريعة والسمنة يصبح أكثر جذباً للاهتمام. ففي الولايات المتحدة تضاعف استهلاك الوجبات السريعة ثلاث مرات وتضاعفت السعرات الحرارية الموجودة في هذه الوجبات أربع مراتٍ فيما بين عام 1977 وعام 1995.
لقد أدت السياسة والأساليب الزراعية في الولايات المتحدة وأوروبا إلى تخفيض أسعار الطعام. حيث أن دعم الذرة وفول الصويا والقمح والأرز في الولايات المتحدة من خلال قانون الزراعة الأمريكي جعل المصادر الأساسية للأطعمة المعالجة أرخص إذا ما قورنت بالفواكة والخضراوات.
عادة ما يقع الأفراد الذين يعانون من السمنة تحت التقرير المستمر لاستهلاكهم من الطعام مقارنةً بالأفراد العاديين. حيث تُدَعِّم كلٌ من نتائج الاختبارات التي تمت داخل غرف المسعرات، والملاحظة المباشرة من البيانات التي تَرِد بتلك التقارير الغذائية.

### نمط الحياة السكوني
يلعب نمط الحياة السكوني دوراً في توليد السمنة. حيث أن هناك تحولاً عظيماً عبر أرجاء العالم أجمع نحو عملٍ يتطلب مجهوداً بدنياً أقل، حيث لا يقوم ما لا يقل عن 60% من سكان العالم حالياً بأداء المران الكافي. والسبب الرئيسي في هذا هو الاستخدام المتزايد لوسائل النقل الآلية وشيوع استخدام التقنيات الموفرة للمجهود بصورةٍ أكبر داخل المنازل. أما بالنسبة للأطفال، فقد ظهر انخفاضٍ في معدلات المجهود البدني نتيجة الإقلال من سلوكيات المشي وممارسة التربية البدنية. هذا بالإضافة إلى أن الأرقام الخاصة ببذل المجهود البدني في أوقات الفراغ حول العالم ليست واضحة. حيث تشير منظمة الصحة العالمية إلى أن الناس في جميع أنحاء العالم يمارسون بصورةٍ أقل الأنشطة الترفيهية النشطة، في حين أثبتت دراسةٌ من فنلندا  زيادةً في هذه الممارسات، وأفادت دراسةٌ أخرى في الولايات المتحدة أن النشاط البدني في وقت الفراغ لم يتغير تغيراً ذا دلالةٍ واضحةٍ ملموسةٍ. وتوجد علاقةٌ بين الوقت المستهلك في مشاهدة التلفاز واحتمالية الإصابة بالسمنة عند كلٍ من الأطفال والراشدين. حيث أوضحت نتائج دراسةٍ ما وراء تحليلةٍ، كانت قد أُجريت عام 2008 أن 63 من أصل 73 دراسة (86%) نبهت إلى ارتفاع معدل السمنة لدى الأطفال مع زيادة مشاهدة لوسائل الإعلام، حيث تزداد المعدلات طردياً مع زيادة الوقت المستهلك في مشاهدة التلفاز.

### الوراثة

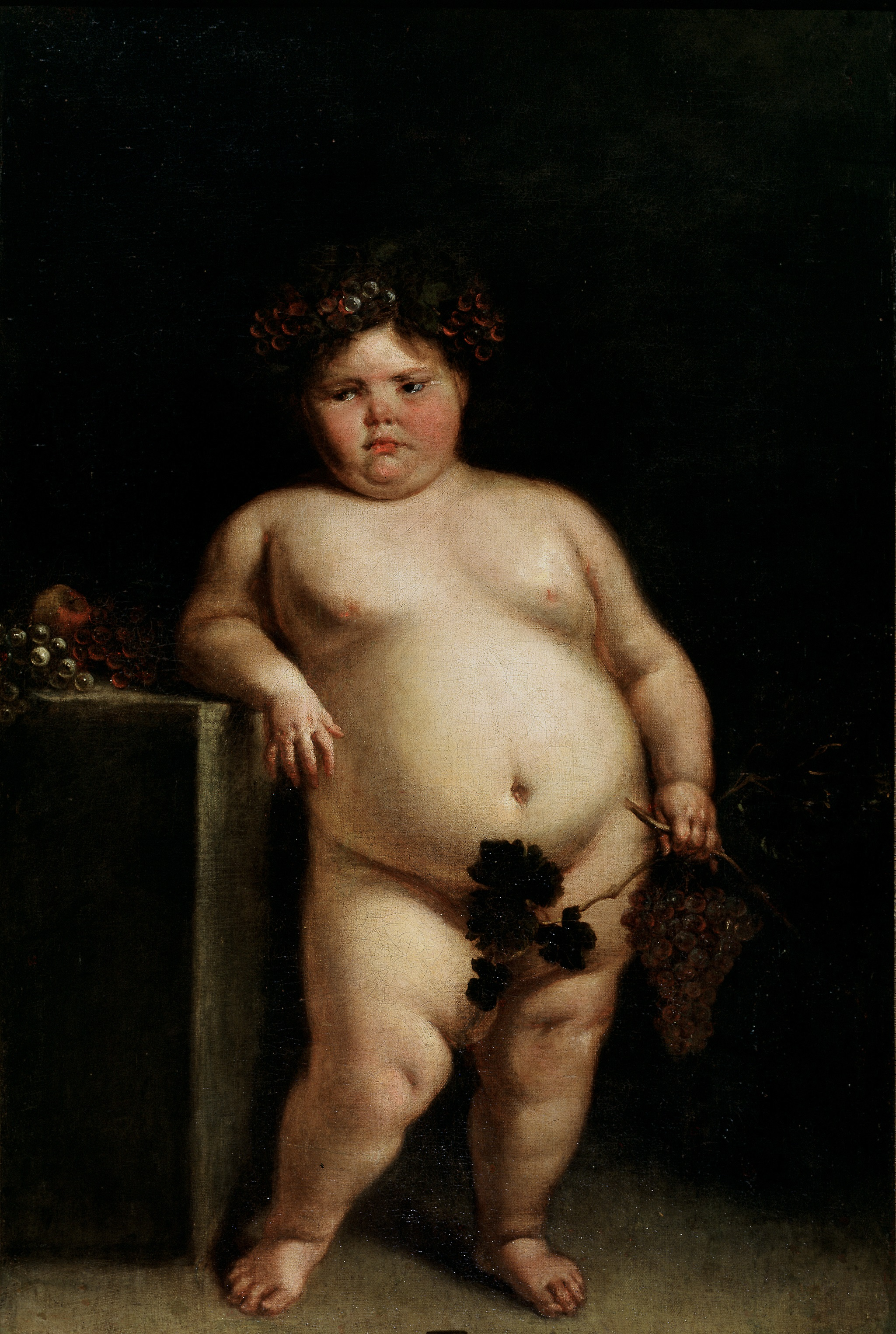
لوحة رسمت عام 1680 بواسطة خوان كارينو دي ميراندا لفتاةٍ يُفتَرَض إصابتها بمتلازمة برادر- فيلي.

مثلها مثل الكثير من الحالات الطبية الأخرى، تعد السمنة نتيجة تداخل وتفاعل العوامل الوراثية والبيئية معاً. فتعدد أشكال الجينات المتحكمة في الشهية والتمثيل الغذائي يجعل من الفرد عرضةً أكثر للإصابة بالسمنة إذا ما توفرت له سعراتٌ حراريةٌ كافيةٌ. فمنذ عام 2006 تم الربط بين أكثر من 41 من هذه الأشكال الجينية المختلفة والإصابة بالسمنة عند تواجد بيئةٍ مناسبةٍ. وتختلف نسبة الإصابة بالسمنة التي يمكن أن تُعزى للعوامل الوراثية باختلاف الأفراد موضع الدراسة من 6% إلى 85%.
تعد السمنة سمةً أساسيةً في الكثير من المتلأزمات مثل متلازمة برادر فيلي، متلازمة بارديه بيدل، متلازمة كوهين، ومتلازمة مومو. (أحياناً، يستخدم مصطلح «السمنة اللامتلازمة» بهدف استثناء مثل هذه الحالات). وفي حالة الأفراد المصابين بالسمنة المفرطة في مرحلةٍ مبكرةٍ (والذين تم تشخيصهم عند سن العاشرة وزيادة مؤشر كتلة الجسم بثلاثة انحرافاتٍ معياريةٍ عن المؤشر الطبيعي)، فإن 7% منهم فقط يعانون من نقطة تحورٍ واحدةٍ في الحمض النووي.
كما توصلت الدراسات التي ارتكزت على أنماط الوراثة بدلاً من جيناتٍ بعينها إلى أن 80% من ذرية أي أبوين يعانيان من السمنة جاءت مصابةً بالسمنة أيضاً، ومن ناحيةٍ أخرى فإن أقل من 10% من ذرية أي أبوين يتمتعان بالوزن الطبيعي جاءت مصابة بالسمنة.
تطرح فرضية الجين المزدهر (بالإنجليزية: Thrifty Gene Hypothesis)‏ ذلك الافتراض بأن جماعاتٍ عرقيةٍ بعينها قد تكون أكثر عرضة للإصابة بالسمنة في بيئاتٍ متكافئةٍ. إن قدرتهم على الاستفادة من الفترات القليلة لتوافر الغذاء من خلال تخزين الطاقة في صورة دهون تكون لها فائدةٌ كبيرةٌ في الأوقات التي يتوافر فيها الطعام بدرجاتٍ قليلةٍ، حيث تزداد احتمالية نجاة الأفراد الذين يمتلكون كماً أكبر من الدهون خلال فترات المجاعات. على الرغم من ذلك، فإن هذا الميل لتخزين الدهون قد لا يكون مناسباً في المجتمعات التي تمتلك موارداً دائمةً للغذاء. وهذا هو السبب الذي يُفترض أنه وراء وصول هنود البيما، الذين نموا في بيئةٍ صحراويةٍ، إلى أعلى معدلاتٍ للسمنة عندما تعرضوا لنمط الحياة الغربي.

### الأمراض البدنية والنفسية
ظهرت بعض الأمراض العقلية والبدنية بالإضافة إلى بعض المواد الدوائية المعينة يمكن أن تُزيد من احتمالية الإصابة بالسمنة. تشتمل الأمراض البدنية التي تزيد احتمالية الإصابة بالسمنة على متلأزماتٍ جينيةٍ نادرةٍ، بالإضافة إلى بعض الظروف الوراثية أو المكتسبة ومنها: قصور الدرقية، فرط نشاط قشر الكظر والتي يُطلق عليها أيضاً «متلازمة كوشنغ»، نقص هرمون النمو،  واضطرابات الأكل: نهام عصبي، ومتلازمة الأكل الليلي. على الرغم من ذلك، فلا يُنظر إلى السمنة على أنها اضطرابٍ نفسي، لذا فهي ليست مدرجة ضمن الدليل التشخيصي والإحصائي للاضطرابات النفسية. هذا وتتزايد مخاطر الإصابة بالسمنة والبدانة بين المرضى الذين يعانون من اضطراباتٍ نفسيةٍ دون غيرهم من الأفراد الذين لا يعانون منها.
كما قد تتسبب بعض العقارات في زيادة الوزن أو التعرض لتغييراتٍ في تكوين الجسم، وهذه الأدوية تشتمل على الإنسولين، سلفونيليوريا، ثايازوليندايون، مضادات الذهان الغير نمطية، مضادات الاكتئاب، المنشطات، بالإضافة إلى بعض المضادات ومنها (الفينيتوين والفالبرويت) وكذلك البيزوتيفين وبعض صور وسائل منع الحمل الهرمونية.

### المحددات الاجتماعية
في حين تلعب التأثيرات الجينية دوراً هاماً في تفهم السمنة، إلا أنها لا تستطيع أن تفسر الزيادة الكبيرة الحالية والملاحظة في دولٍ بعينها أو في أنحاء العالم أجمع. على الرغم من أنه من المقبول أن تناول السعرات الحرارية بشكل أكبر من استهلاكها داخل الجسم البشري يؤدي إلى السمنة على مستوى الأفراد، إلا أن سبب هذه التحولات فيما بين عاملي التناول والاستهلاك على المستوى المجتمعي ما زال محل نقاش وجدال. هناك عدد من النظريات تدور حول ذلك السبب، بينما يظن أغلب المختصين أن السبب هو مجموعة من العوامل المتنوعة.
يتنوع الارتباط بين الطبقة الاجتماعية ومؤشر كتلة الجسم على مستوى العالم. حيث توصلت دراسةٌ أُجريت عام 1989 إلى أن احتماليات كون المرأة سمينة في الدول المتقدمة قليلة. بينما لم يتم ملاحظة اختلافات ذات دلالة بين الرجال في الطبقات الاجتماعية المختلفة. ففي العالم النامي، تصيب السمنة النساء والرجال والأطفال في الطبقات الاجتماعية العالية بمعدلاتٍ أكبرٍ. إلا أنه تم إجراء تحديثٍ لهذه الدراسة مرةً أخرى عام 2007، فوجدت نفس العلاقات لكنها كانت أضعف. وقد اعتقد أن انخفاض قوة الارتباط يرجع إلى آثار العولمة. كما نشأت علاقةٌ ارتباطيةٌ بين مستويات السمنة عند الراشدين ونسبة المراهقين، بالدول المتقدمة، الذين يعانون من البدانة مع تفاوت الدخل. هذا وقد وجدت علاقةٌ مشابهةٌ بين «الولايات المختلفة» بدولة الولايات الأمريكية: حيث وجد أن المزيد من الراشدين - حتى في الطبقات الاجتماعية الأرقى- يعانون من السمنة في ولاياتٍ غير متساويةٍ في الدخل.
تمت صياغة الكثير من التفسيرات للارتباطات القائمة بين مؤشر كتلة الجسم والطبقة الاجتماعية. حيث يُعتَقَد أن الأغنياء، في الدول المتقدمة، يستطيعون الحصول على المزيد من الأطعمة المغذية، إلا أن الضغط الاجتماعي يدفعهم إلى الاحتفاظ برشاقتهم، كما أن لديهم المزيد من الفرص جنباً إلى جنب مع التوقعات العريضة بالوصول إلى اللياقة البدنية. أما في الدول النامية، فيُعتقد أن القدرة على شراء الطعام، واستهلاك الطاقة العالي المصاحب للعمل الذي يتطلب مجهوداً بدنياً، والقيم الثقافية التي تُفَضِل أحجام الأجسام الأضخم، تسهم جميعاً في تلك الأنماط التي تمت ملاحظتها. كما أن الاتجاهات نحو كتلة الجسم والتي يعتنقها الأفراد قد تلعب دوراً كبيراً في إصابة الفرد بالسمنة. هذا وقد وُجِدَ ارتباطاً في تغيرات مؤشر كتلة الجسم على مر الوقت بين الأصدقاء، الأبناء، الأزواج، والزوجات. كما يبدو أن التوتر والمرتبة الاجتماعية التي يُنظَر إليها على أنها متدنية يزيدان من مخاطر الإصابة بالسمنة.
كما يلعب التدخين دوراً هاماً في التأثير على وزن الفرد. فهؤلاء الذين يتوقفون عن التدخين من الرجال يكتسبون في المتوسط 4.4 كيلوجرامات (9.7 أرطال)، أما النساء فيكتسبن 5.00 كيلوجرامات (11.01 رطلاً) على مدار عشرة سنوات. على الرغم من ذلك، فإن لتغيير معدلات التدخين تأثيراً ضعيفاً على المعدلات الكلية للسمنة.
ويرتبط عدد أبناء الأسرة الواحدة، في الولايات المتحدة، بمخاطر إصابته بالسمنة. حيث أن احتمالية إصابة المرأة بالسمنة تزداد بنسبة 7% مع كل طفل، بينما تزداد احتمالية إصابة الرجل بنسبة 4% مع كل طفل. يمكن تفسير هذا جزئياً بأن وجود أطفال معالين يؤدي إلى انخفاض المجهود البدني الذي يبذله الآباء في العالم الغربي.
هذا ويلعب التمدن والتحضر، في العالم النامي، دوره في زيادة معدل الإصابة بالسمنة. في الصين يُلاحظ أن المعدلات الإجمالية للسمنة أقل من 5%، على الرغم من ذلك، فإن معدلات الإصابة بالسمنة تزيد في بعض المدن عن 20%.
كما يُعتقد أن سوء التغذية يلعب دوراً في ارتفاع معدلات الإصابة بالسمنة، في سنٍ صغيرةٍ، بدول العالم النامي. إن التغير في إفرازات الغدد الصماء والذي يحدث أثناء فترات سوء التغذية قد يدعم من عملية تخزين الدهون بمجرد أن تتاح المزيد من السعرات الحرارية.

### العوامل المعدية
ما زالت دراسة أثر العوامل المعدية على عملية التمثيل الغذائي (الأيض) ما زالت في مراحلها الأولى. حيث وجد أن الطفيليات المعوية تختلف فيما بين الأفراد المصابين بالسمنة والنحيفين. فتتوافر أدلة أن طفيليات المعدة عند كلٍ من المصابين بالسمنة والنحفاء تؤثر على القدرة الأيضية للأفراد. حيث يُعتقد أن هذا التغيير الواضح للقدرة الأيضية يتم بهدف منح سعةٍ أكبر للحصول على الطاقة مما يسهم في الإصابة بالسمنة. هذا ولم يتضح بعد سواءً كانت هذه الاختلافات هي سبب مباشر للسمنة أم نتيجة لها.
كما وجد ارتباطاً بين الفيروسات والسمنة في البشر والعديد من فصائل الحيوانات المختلفة. ومن المقرر حاليًا أن يتم تحديد مدى إسهام هذه الارتباطات في ارتفاع معدل الإصابة بالسمنة.

## وظائف الأعضاء المرضية

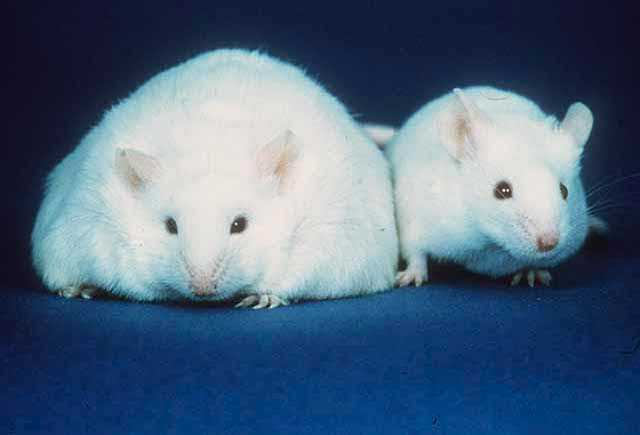
مقارنة بين فأر غير قادر على إنتاج اللبتين مما أسفر عن إصابته بالسمنة (على اليسار)، وفأر طبيعي (على اليمين).

يلخص فلير العديد من الآليات الفسيولوجية المرضية التي شاركت في تطور واستمرار السمنة. وهنا يُلاحظ أن هذا المجال البحثي لم يكن موضوعاً للبحث والاستقصاء حتى تم اكتشاف اللبتين في عام 1994. ومنذ هذا الاكتشاف، تم التعرف على الكثير من الآليات الهرمونية الأخرى التي تسهم في تنظيم الشهية وتناول الطعام، وفي أنماط تخزين النسيج الدهني، وكذلك تطور المقاومة ضد الإنسولين. كما أنه منذ اكتشاف اللبتين، تم دراسة هرمون الغيرلين، الإنسولين، أوركسين، ببتيد 3-36، كوليسيتوكينين، وأديبونكتين، بالإضافة إلى الكثير من الوسائط الآخرين. حيث تمثل أديبونكتين مجموعة الوسطاء التي يتم إنتاجها يتم إنتاجها بواسطة النسيج الدهني؛ ويعتقد أنه يعدل الكثير من الأمراض المرتبطة بالسمنة.
يلعب كلٌ من اللبتين والغيرلين دوراً مكملاً فيما يتعلق بالتأثير على الشهية، حيث تنتج المعدة الغيرلين لتنظيم الشهية على المدى القصير (بمعنى أن يتم الأكل عندما تكون المعدة خالية وأن يتم إيقافه حينما تتمدد المعدة). بينما يقوم النسيج الدهني بإفراز اللبتين كمؤشرٍ لمخزون الدهون بالجسم، وهو يتدخل في التحكم في الشهية على المدى البعيد (بمعنى أن يتم الأكل بصورةٍ أكبرٍ حين يكون مخزون الدهون قليلاً وأن يتم الأكل بصورةٍ أقل عندما يكون مخزون الدهون كبيراً). وبالرغم من أن إعطاء اللبتين قد يكون فعالاً لدى مجموعةٍ فرعيةٍ صغيرةٍ من الذين يعانون من السمنة ونقصٍ في إفراز اللبتين، إلا أنه من المعتقد أن معظم المصابين بالسمنة لديهم مقاومة لهرمون اللبتين، حيث وجد أن لديهم مستوياتٍ أعلى منه. ويعتقد أن هذه المقاومة تُفَسِر جزئياً السبب القائم وراء عدم فعالية إعطاء اللبتين في تقليل الشهية لدى أغلب المصابين بالسمنة.

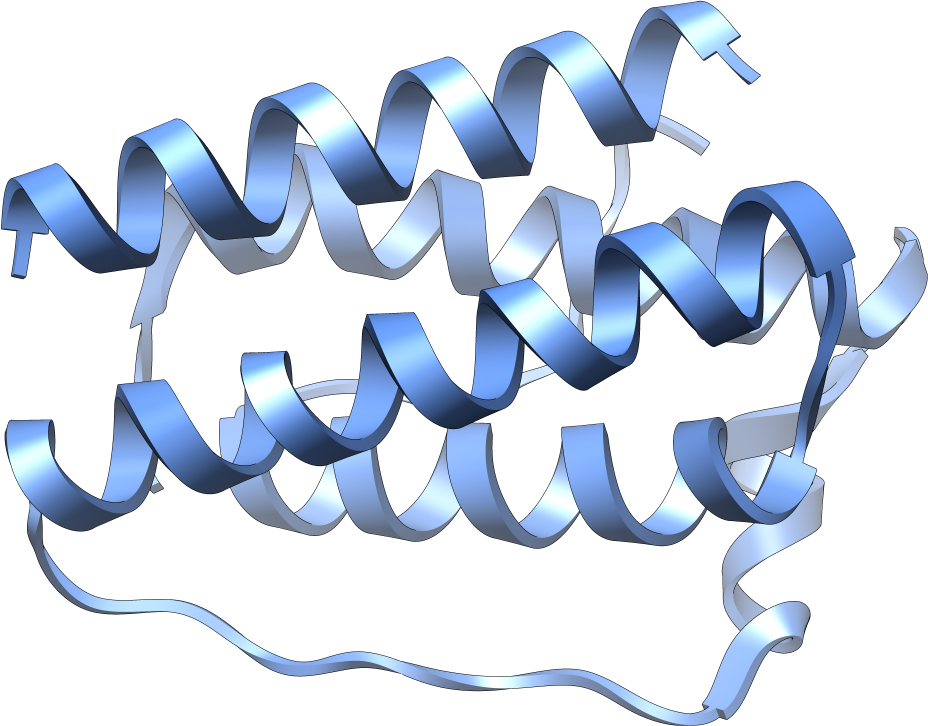
تصوير لجزيء هرمون اللبتين.

بينما يتم إنتاج الغيرلين واللبتين بصورةٍ غير مركزيةٍ، إلا أنهما يتحكمان في الشهية من خلال تأثيرهما على الجهاز العصبي المركزي. فهما وهورموناتٍ أخرى مرتبطةٍ بالشهية، على وجه الخصوص، يؤثرون على الوطاء، وهي منطقة في المخ لها دور أساسي في تنظيم تناول الطعام واستهلاك الطاقة. هناك العديد من المسارات داخل الوطاء والتي تشارك في دوره في تنظيم الشهية، ولربما يكون من أكثرها وضوحاً هو مسار الميلانوكورتين. حيث يبدأ هذا المسار بجزءٍ من الوطاء، والنواة المقوسة التي تُخرِج إفرازاتها إلى الوطاء الجانبي والمنطقة الوطائية الوسطى، والتي تمثل مراكز تغذية الدماغ والشبع على التوالي.
تحتوي النواة المقوسة على مجموعتين مميزتين من الخلايا العصبية. تتمثل إحداها في ببتيديات عصبية والببتيد المرتبط بالأغوطي اللذان لهما مدخلات تنبيهية تسير في الوطاء الجانبي ومدخلات مثبطة نحو المنطقة الوطائية الوسطى. في حين تُعَبِر المجموعة الثانية عن الهرمون المبدئي «البروبيوميلانوكورتين» والناسخ المنظم للكوكايين والأمفيتامين، والذين لهما مدخلاتٍ منشطةٍ نحو المنطقة الوطائية الوسطى ومدخلات مثبطة نحو الوطاء الجانبي. وبالتالي فإن الخلايا العصبية الخاصة بالببتيد العصبي والببتيد المرتبط بالأغوطي تستثير عملية التغذية وتثبط من الإحساس بالشبع، بينما تستثير الخلايا العصبية الخاصة بالبروبيوميلانوكورتين عملية الشبع وتثبط من تناول الطعام أو التغذية. هذا ويتم تنظيم هاتين المجموعتين من الخلايا العصبية الخاصة بالنواة المقوسة جزئياً بواسطة اللبتين، حيث يثبط اللبتين مجموعة الببتيد العصبي والببتيد المرتبط بالأغوطي، بينما يستحث مجموعة البروبيوميلانوكورتين، وبالتالي فإن نقص هرومن اللبتين، والذي يكون إما على صورة غيابه أو وجود مقاومة له، يؤدي إلى النهم في تناول الطعام والذي قد يكون مسؤولاً عن بعض الأشكال الوراثية والمكتسبة للسمنة.

## العلاج
يتكون العلاج الأساسي للسمنة من التخسيس أو الحمية الغذائية والتمارين الرياضية. حيث قد تؤدي برامج الحمية الغذائية إلى إنقاص الوزن على المدى القصير، إلا أن الاحتفاظ بهذه الخسارة في الوزن يمكن أن يمثل مشكلةً، وعادة ما يتطلب هذا أن تصبح التدريبات البدنية والنظام الغذائي، المحتوي على سعراتٍ حراريةٍ أقل، جزءاً ثابتاً من نمط حياة الفرد. مع ملاحظة أن معدلات النجاح في الحفاظ على الوزن بعد نقصانه منخفضة وتتراوح بين 2 و20%. مع هذا، ففي الأماكن التي تتوافر فيها الرعاية المطلوبة، احتفظ نحو 67% من الأفراد الذين فقدوا أكثر من 10% من وزنهم بهذا الانخفاض في الوزن، أو استمروا في خسارة الوزن لمدة عامٍ واحدٍ. كما قد يحافظ المتوسط من هؤلاء الأفراد، الذين فقدوا من أوزانهم أكثر من ثلاثة كيلوجرامات من إجمالي وزن أجسامهم، على الاستمرار في هذا لمدة خمسة أعوامٍ.
هذا وقد وجدت بعض الدراسات فوائداً هامةً مرتبطةً بخسارة الوزن وعلاقتها بمعدل الوفيات في بعض المجتمعات. حيث توصلت دراسةٌ مستقبليةٌ على النساء المصابات بالسمنة واللاتي تعانين من أمراضٍ مرتبطةٍ بزيادة الوزن، فإن نقصان الوزن المقصود وبأي كميةٍ كان مرتبطاً بانخفاض معدل الوفيات بنسبة 20%. أما في النساء المصابات بالسمنة واللاتي لا تعانين من أمراضٍ مرتبطةٍ بالسمنة، فإن خسارة 9 كيلوجرامات (20 رطلاً) كانت مرتبطة بانخفاض الوفيات بنسبة 25%. في حين انتهت دراسةٌ حديثةٌ إلى أن مجموعاتٍ فرعيةٍ بعينها، مثل المصابين بداء سكري النمط الثاني والنساء يستفدن على المدى البعيد مما يخفض من معدلات في تلك المجموعات الفرعية بكل أسبابها، بينما لم تُظهر النتائج الخاصة بالرجال تحسناً مع نقص الوزن. هذا وقد توصلت دراسةٌ أخرى تاليةٌ إلى أن الانخفاض في معدل الوفيات يرجع إلى نقصان الوزن المقصود عند الذين يعانون من السمنة المفرطة. كما تُعد جراحات السمنة أكثر علاجات السمنة فاعلية؛ إلا أنه ومع هذا، فبسبب تكلفتها وخطر حدوث مضاعفات، يبحث الباحثون عن علاجاتٍ أخرى فعالةٍ وأقل خطورةٍ.

### الحمية الغذائية
يمكن تقسيم الحميات الغذائية الهادفة إلى إنقاص الوزن إلى أربع فئات هي: حمية منخفضة الدهون، حمية منخفضة الكربوهيدرات، حمية منخفضة السعرات الحرارية، وحمية منخفضة السعرات الحرارية جدا. حيث توصل تحليلٌ بعديٌ لستة تجاربٍ مضبوطةٍ عشوائيةٍ أنه لا يوجد اختلاف بين ثلاثةٍ من أنواع الحمية الرئيسية (منخفض السعرات، منخفض الكربوهيدرات، ومنخفض الدهون)، حيث أحدثت هذه الأنواع الثلاثة نقصاً في الوزن يقدر بما بين 2 و4 كيلوجرامات (4.4 - 8.8 أرطال) في جميع الدراسات. وفي خلال عامين أدت هذه الأنواع الثلاثة إلى فقدان وزن مشابه، بغض النظر عن مكونات التغذية الأساسية التي تم التركيز عليها.
في حين تؤدي الحميات الغذائية المنخفضة جداً في السعرات الحرارية إلى خسارة ما بين 200 و800 كيلو كالوري سعرة/ اليوم ، مع الحفاظ على معدل ما يتم تناوله من بروتينات والحد من السعرات التي تنتجها كلٌ من الدهون والكربوهيدرات. حيث أنها تعرض الجسم للجوع الشديد، مما يؤدي إلى خسارةٍ في الوزن تتراوح بين 1.5 و2.5 كيلوجرامات في المتوسط (3.3 – 5.5 أرطال). ومن ثم فلا يوصَى باستخدام هذا النوع من الحميات الغذائية بشكل عام لأنها مصاحَبة بأعراض جانبية ضارة، مثل تقلص كتلة العضلات، وزيادة مخاطر الإصابة بالنقرس واختلال التوازن الكهرلي. ولذلك ينبغي أن يتم مراقبة ومتابعة هؤلاء الأفراد الذين يقومون بممارسة هذا النوع من الحميات الغذائية عن كثب من قِبَل طبيبٍ للوقاية من المضاعفات.

### التمارين الرياضية
تستهلك العضلات، في أثناء استخدامها وتطويعها، طاقة مأخوذة من الدهون والجليكوجين. وبسبب كبر حجم عضلة الساق، فإن كلاً من نشاطات المشي والجري وركوب الدراجات هي أكثر التمارين فعالية في تقليل دهون الجسم. حيث يؤثر المران على توازن عناصر التغذية الرئيسية. ففي أثناء المران المعتدل، وهو ما يعادل المشي السريع، يتم الانتقال إلى استخدام أكبر للدهون كوقود. ومن أجل الحفاظ على الصحة توصي جمعية القلب الأمريكية بالمران المعتدل لمدة 30 دقيقة كحدٍ أدنى خلال خمسة أيامٍ في الأسبوع على الأقل.
كما توصل تحليلٌ بعديٌ لثلاثة وأربعين تجربةٍ مضبوطةٍ عشوائيةٍ أجراها تعاون كوكران العالمي (بالإنجليزية: Cochrane Collaboration)‏ إلى أن المران وحده يؤدي إلى إنقاص وزنٍ محدودٍ. مع هذا، فعند القيام به مصاحباً لممارسة حميةٍ غذائيةٍ معينةٍ، قد نتج عنه خسارة وزنٍ تزيد بمقدار 1 كيلوجرام عن خسارة الوزن بالاعتماد على الحمية الغذائية وحدها. كما وجد أنه مع ممارسة درجةٍ أعلى من التمرينات الرياضية، يمكن خسارة 1.5 كيلوجرام من الوزن (3.3 أرطال). وبالرغم من أن المران كما يمارس عند الأفراد العاديين له أثارٌ متواضعةٌ، إلا أنه قد وجدت علاقة بين الكمية والاستجابة، بحيث يمكن أن يؤدي المران المكثف إلى نقصٍ كبيرٍ في الوزن. ففي خلال 20 أسبوعاً من التدريب العسكري الأولي مع عدم التخفيض من الأغذية، فقد المجندون المصابون بالسمنة 12.5 كيلوجراماً (27.6 رطلاً). ويبدو أنه يلزم مستوياتٌ عاليةٌ من النشاط البدني للحفاظ على خسارة الوزن. كما يبدو أن عداد الخطوات مفيد لزيادة الدافعية. هذا وعلى مدار فترة تقدر بنحو 18 أسبوعاً في المتوسط من ممارسة النشاط البدني المتزايد بنسبة 27% يؤدي إلى نقصٍ قدره 0.38 في مؤشر كتلة الجسم.
كما وجد أن اللافتات التي تشجع على استخدام السلالم وحملات التوعية الاجتماعية لها أثرٌ فعالٌ في زيادة التمارين الجسدية في المجتمع. على سبيل المثال، تغلق مدينة بوغوتا بكولومبيا 113 كيلومتراً (70 ميلاً) من الطرق كل يوم أحدٍ من كل أسبوع وفي أيام العطلات لتُسَهِل على المواطنين ممارسة التمارين الرياضية، وتُعد مناطق المشاة هذه جزءً من الجهود المبذولة لمحاربة الأمراض المزمنة ومنها السمنة.

### برامج إنقاص الوزن
غالباً ما تعزز برامج إنقاص الوزن من إحداث تغييراتٍ في نمط الحياة وتعديل النظام الغذائي. قد تشتمل مثل تلك التغيرات على تناول وجباتٍ أصغرٍ، والامتناع عن أنواعٍ معينةٍ من الطعام، بالإضافة إلى القيام بمجهودٍ مقصودٍ من أجل ممارسة المزيد من التمارين الرياضية. هذا وتُمَكِن هذه البرامج الآخرين من أن يتواصلوا مع مجموعةٍ من الأفراد الذين يحاولون إنقاص أوزانهم كذلك، أملاً في أن يُشَجِع هذا المشاركين في المجموعة على إقامة علاقاتٍ متبادلةٍ مع بعضهم البعض.
وهناك مجموعة من البرامج الشائعة، منها «ويت واتشرز» (بالإنجليزية: Weight Watchers)‏، «أوفرإييترز أنونيماس» (بالإنجليزية: Overeaters Anonymous)‏، و«جيني كريج». حيث يبدو أن هذه البرامج توفر إنقاصاً للوزن بدرجةٍ معتدلةٍ نحو (2.9 كيلو جرام أو ما يعادل 6.4 أرطال) أكثر من حميةٍ غذائيةٍ يتبعها المرء باعتماده على نفسه (0.2 كيلوجرام أي نحو 0.4 أرطال) على مدار فترةٍ زمنيةٍ قوامها عامان. ويبدو أن البرامج القائمة على شبكة الإنترنت غير فعالة. حيث قدمت الحكومة الصينية عدداً من «مزارع الدهون» والتي تيقصدها الأطفال الذين يعانون من السمنة بهدف دعم وتشجيع ممارسة التمارين ، كما تم تمرير قانونٍ يطالب هؤلاء الطلاب أن يمارسوا تلك التمارين لمدة ساعةٍ واحدةٍ يومياً في المدارس.

### العلاج الدوائي

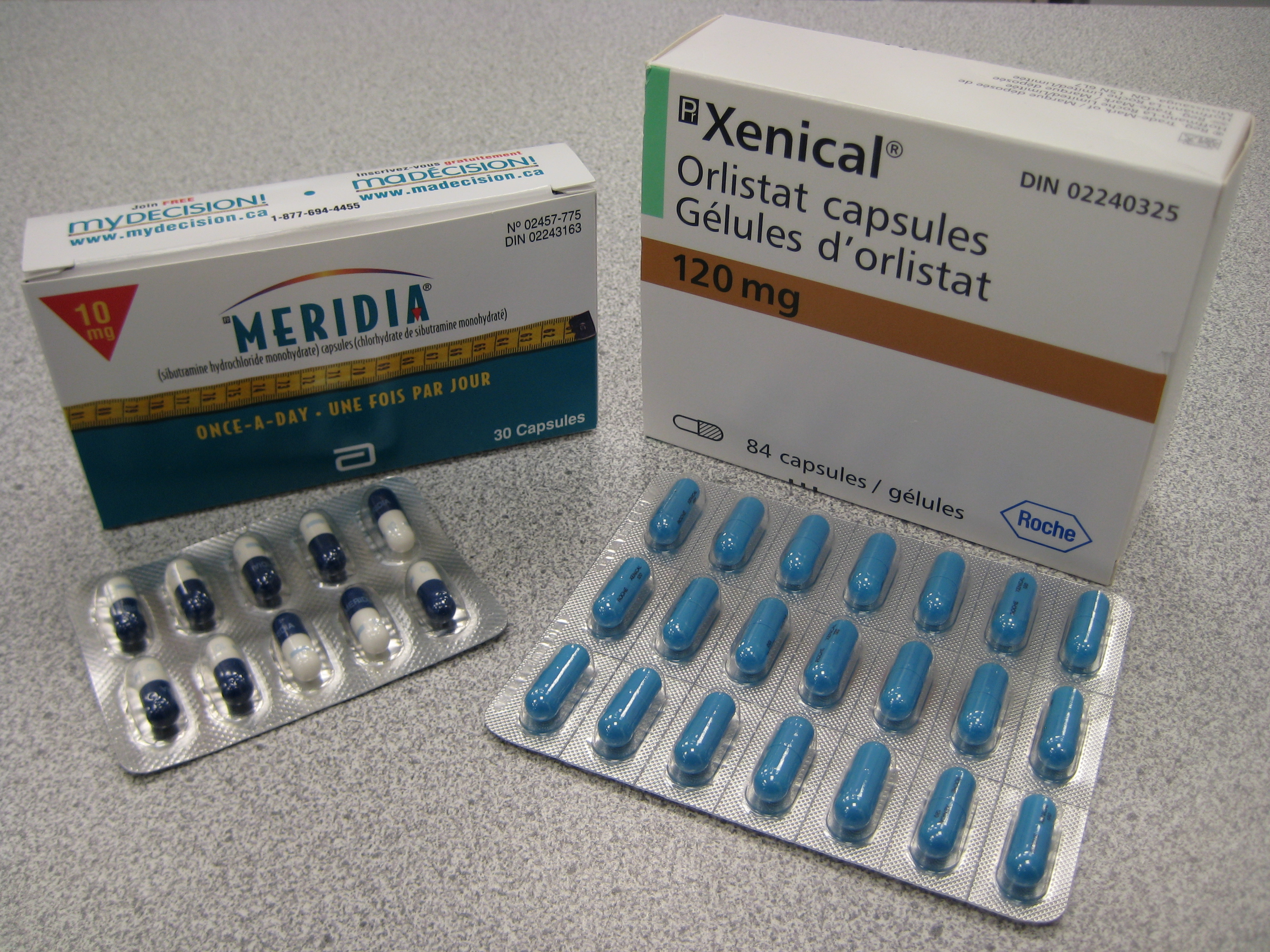
أشهر دوائين يستخدمان في علاج السمنة: أورليستات (Xenical) وسيبوترامين (Meridia).

دواءان فقط من أدوية السمنة تم اعتمادهما حالياً من قِبَل إدارة الأغذية والأدوية بغرض الاستخدام طويل المدى. أحدهما هو أورليستات (Xenical)، والذي يُخَّفِض من امتصاص الأمعاء للدهون من خلال منع الليبيز البنكرياسي، والآخر هو سيبوترامين (Meridia) والذي يعمل في المخ لمنع تثبيط نورإبينفرين الناقلات العصبية: السيروتوينين، والدوبامين (والشبيه جداً ببعض مضادات الاكتئاب)، مما يقلل من شهية المرء تجاه تناول الطعام. والدواء الثالث هو ريمونابانت (Acomplia)، والذي يعمل من خلال تقييدٍ خاصٍ لعمل نظام القنب الداخلي. والذي تم تطويره من خلال المعرفة الخاصة بأن مدخني الحشيش غالباً ما يشعرون بالجوع، والتي غالباً ما يُشار إلى تلك الظاهرة باسم «المأكولات الخفيفة»، حيث تم اعتماده في «الدواء الثالث» في أوروبا كعلاجٍ للسمنة، إلا أنه لم يتلق قبولاً بالولايات المتحدة الأمريكية أو كندا، وذلك لدواعي السلامة والآمان. وقد أوصت وكالة الأدوية الأوروبية في شهر أكتوبر من عام 2008 بإيقاف بيع ريمونابانت، حيث يبدو أن مخاطره أكبر من نفعه.
إلا أنه من الملاحظ أن إنقاص الوزن مع استخدام تلك الأدوية له أثر بسيط متواضع. فعلى المدى البعيد، فإن متوسط نقص الوزن باستخدام أورليستات يصل إلى 2.9 كيلوجرام (6.4 أرطال) فقط، ومتوسط إنقاص الوزن مع تناول السيبوترامين يصل إلى 4.2 كيلوجرام (9.3 أرطال)، في حين يصل متوسط إنقاص الوزن مع تناول الريمونابانت إلى 4.7 كيلوجرام (10.4 أرطال). إلا أن تناول كلٍ من الأورليستات والريمونابانت يؤدي إلى تقليل احتمالية حدوث مرض السكري، وللأدوية الثلاثة جميعها تأثيراً على الكوليسترول. على الرغم من ذلك، فلا تتوفر سوى معلوماتٍ قليلةٍ عن الكيفية التي تؤثر بها هذه الأدوية على المضاعفات بعيدة المدى والآثار التي تخلفها السمنة. في عام 2010 أشارت إدارة الأغذية والأدوية إلى أن السيبوترامين يزيد من مخاطر الإصابة بالنوبات القلبية والسكتات الدماغية عند الأفراد الذين يعانون من أمراضٍ قلبيةٍ.
في الوقت ذاته يتواجد عددٌ من الأدوية الأقل شيوعاً. تمت الموافقة علي بعضها فقط بغرض الاستخدام على المدى القصير، والبعض الآخر يستخدم بدون تسمية، في حين ما زال هناك أدويةٍ أخرى تُستخدم بصورةٍ غير قانونيةٍ. وأغلب هذه الأدوية هي مثبطات للشهية، والتي تعمل على واحدةٍ أو أكثر من الناقلات العصبية. هذا وقد تمت الموافقة على عقارات فينديمترازين (بونتريل)، ديثيلبروبين (تنيوايت) وفينترماين (أديبكس-بي) من قِبَل إدارة الأغذية والأدوية بغرض الاستخدام قصير المدى، بينما تستخدم أحياناً عقاقير بوبروبيون (ويلباترين) وتوبيرامات (توباماكس) وزونيساميد (زونجران) استخداماً غير مقننٍ بدون وصفةٍ طبيةٍ. في حين أثبت اللبتين البشري المصنع أنه فعالٌ للغاية مع المصابين بالسمنة بسبب وجود نقصٍ كاملٍ في اللبتين لديهم لأسباب خِلقية من خلال تخفيض اللبتين للطاقة المولدة واحتمالية زيادة استهلاك الطاقة. إلا أن مثل تلك الحالة نادرةٌ وهذا العلاج ليس فعالٍ في إنقاص الوزن عند أغلب الأفراد المصابين بالسمنة. ويتم حالياً البحث عما إذا كانت هذه الطريقة تساعد في الحفاظ على الوزن بعد إنقاصه أم لا.
وتعتمد الفائدة التي تعود من تناول أدويةٍ معينةٍ على الظروف الحادثة. فيفضل إعطاء ميتفورمين (جلوكوفيج) لمرضى السكري زائدي الوزن، لأنه سيؤدي إلى إنقاص الوزن بصورة معتدلة مقارنة بالسلفونيليوريا أو الإنسولين. إلا أنه ومن ناحيةٍ أخرى، فقد تتسبب مركبات الثايازوليندايون في زيادة الوزن مرةً أخرى، ولكنها تقلل من السمنة المركزية. كما يسفر تعاطي مرضى السكر لعقاقير فلوكستين (بروزاك)، أورليستات، وسيبوترامين، لمدة تتراوح من 12 إلى 57 أسبوعاً عن خسارةٍ معتدلةٍ في الوزن كذلك. هذا وتشير الدلائل الأولية إلى وجود معاناة المرضى الذين يتعاطون سيبوترامين لعددٍ أكبر من المشكلات القلبية، مقارنةً بهؤلاء الذين لم يتعاطوه (11.4% مقابل 10%). كما تبقى الفوائد الصحية طويلة المدى لهذه الأدوية غير واضحة.
تم سحب فينفلورامين وديكسفينفلورامين من الأسواق في عام 1997، بينما تم إلغاء إفيدرين (الذي وجد في العلاج العشبي الصيني الشعبي الماهوانج والمصنوع من إفيدرا سينيكا) من الأسواق في عام 2004. كما لم يتم الموافقة على مركبات ديكسافيتامين بواسطة إدارة الأغذية والأدوية لعلاج السمنة بسبب مخاوفٍ من الإدمان عليها. حيث لا يوصى باستخدام هذه الأدوية جميعها بسبب الأعراض الجانبية الخطيرة لها. مع هذا، يستخدم الناس من حينٍ لآخرٍ هذه الأدوية بصورةٍ غير قانونيةٍ.

### الجراحة
تمثل جراحات السمنة (جراحات إنقاص الوزن) استخدام التدخل الجراحي في علاج مشكلة السمنة. وبما أن لكل عمليةٍ جراحيةٍ مضاعفاتها الخاصة بها، فالجراحة لا يوصى بها إلا للأشخاص المصابين بالسمنة (مؤشر كتلة جسم> 40) وفشلوا في إنقاص أوزانهم من خلال تغيير نظم حميتهم المتبعة وتناول العقارات. وهنا تعتمد جراحات إنقاص الوزن على العديد من المبادئ: تتمثل الطريقتان الأكثر شهرة في (الأولى) التقليل من حجم المعدة (على سبيل المثال ربط المعدة المعدل وجراحة ربط المعدة الرأسية التجميلية)، والتي ينتج عنها إحساس مبكرٍ بالشبع، وتخفيض طول الأمعاء التي تتعرض للغذاء)، وهي طريقةٌ تقلل من الامتصاص بصورةٍ مباشرةٍ. وجراحة ربط المعدة يمكن العودة فيها بالمريض لحاله الأول أما جراحة تقصير الأمعاء فلا يمكن معها ذلك. هذا بالإضافة إلى أنه يمكن عمل بعض الإجراءات الجراحية من خلال استخدام [المنظار البطني. إلا أن المضاعفات الناجمة عن جراحة إنقاص الوزن متعددة ومتكررة.
في حين ترتبط الجراحة الهادفة للقضاء على السمنة المفرطة بخسارة الوزن على المدى البعيد وانخفاض معدل الوفيات بشكل عام. حيث وجدت إحدى الدراسات أن خسارة الوزن تكون فيما بين 14% و25% على مدار عشرة سنوات (وفقاً لنوع العملية التي أُجريت)، وانخفاضاً قدره 29% في الوفيات بجميع أسبابها إذا ما قورن ذلك بإجراءات إنقاص الوزن القياسية. كما وجد انخفاضاً ملحوظاً في احتمالية الإصابة بالسكري وأمراض القلب والسرطان بعد إجراء جراحات السمنة. حيث يقع انخفاضٌ ملحوظٌ في الوزن خلال الشهور الأولى بعد إجراء الجراحة، ويستمر هذا الانخفاض على المدى البعيد. في حين ظهر في إحدى الدراسات ارتفاعاً غير مفهومٍ للوفيات الناجمة عن الحوادث والانتحار، لكن هذا لا يعادل فائدة الوقاية من الأمراض. فعند المقارنة بين الطريقتين السابقتين، يُلاحظ أن طريقة تحويل مجرى الأمعاء تؤدي إلى تقليل الوزن بنحو 30% أكثر من عمليات ربط المعدة بعد مرور عامٍ من الجراحة.
هذا ولم يتم تحديد فاعلية شفط الدهون في مقاومة السمنة بشكلٍ جيدٍ بعد. حيث تفيد بعض الدراسات بوجود فوائد لتلك الطريقة، بينما لم توضح دراساتٍ أخرى وجود أية فائدة من وراء تلك الإجراءات. إن العلاج الذي ينطوي على وضع بالون داخل المعدة من خلال استخدام مناظير المعدة يعد من الجراحات الواعدة في المجال. حيث تسفر إحدى أنواع هذه البالونات عن انخفاض الوزن بمقدار 5.7 من وحدات مؤشر كتلة الجسم خلال ستة أشهر أو 14.7 كيلوجراماً (أو ما يعادل 32.4 رطلاً). إلا أنه من الشائع اكتساب ذلك الوزن المفود بعد التخلص من ذلك البالون، بينما لم يستطع 4.2% من الأشخاص تحمل استخدامه.

### بروتوكولات العلاج
قامت الكثير من بلدان العالم الغربي بعمل [المبادئ التوجيهية للممارسة السريرية، في محاولةٍ منها لمواجهة المعدلات المتزايدة من الإصابة بالسمنة. فقد نشرت كلٌ من أستراليا، كندا، الاتحاد الأوروبي، والولايات المتحدة بروتوكولاتها منذ عام 2004.
وفي إحدى بيانات تلك المبادئ التوجيهية للممارسة السريرية التي أصدرتها الكلية الأمريكية للأطباء، جاءت التوصيات الخمس التالية:
1. الأفراد ذوي مؤشر كتلة جسمٍ أكبر من 30 ينبغي أن يتم إرشادهم لإتباع حميةٍ غذائيةٍ وممارسة التمارين الرياضية، بالإضافة إلى تدخلاتٍ سلوكيةٍ أخرى ذات صلة بخسارة الوزن، وكذلك وضع أهدافٍ حقيقيةٍ لإنقاص الوزن.
2. إذا لم يتم تحقيق هذه الأهداف، يمكن تقديم العلاج الدوائي للأفراد المصابين بالسمنة. كما يجب أن يتم إعلام الفرد باحتمالية تعرضه لآثارٍ جانبيةٍ وعدم القدرة على توفير بياناتٍ خاصةٍ بأمان هذه المستحضرات وفاعليتها على المدى الطويل.
3. يمكن أن يتكون الدواء العلاجي من سيبوترامين، أورليستات، فينترماين، ديثيلبروبين، فلوكسيتين، وبوبروبيون. مع إمكانية تناول أدويةٍ أقوى مثل أمفيتامين مع حالات السمنة الأكثر حدة. هذا ويمكن تناول مثيامفيتامين بصورةٍ اختياريةٍ. وليس هناك ما يكفي من الدلائل كي نوصي بتناول سترالين أو توبيرامات أو زونيساميد.
4. بالنسبة للأفراد ذوي مؤشر كتلة جسمٍ أكبر من 40 والذين فشلوا في تحقيق الأهداف الموضوعة لإنقاص الوزن (سواءً بتناول علاجٍ أو بدونه) وأصيبوا بمضافعاتٍ مرتبطةٍ بالسمنة، فيمكن تحويلهم إلى جراحات السمنة. إلا أنه ينبغي أن يكون الفرد على علمٍ بالمضاعفات المحتملة.
5. ينبغي أن يتم إحالة المرضى الذين يحتاجون لجراحات السمنة إلى المراكز العلاجية التي تستقبل تلك الحالات بشكلٍ مكثفٍ، حيث تشير الدلائل إلى أن الجراحين الذين قاموا بهذه الجراحات بشكل متكرر تقل لديهم المضاعفات.

انتهت المبادئ التوجيهية للممارسة السريرية التي أصدرتها اللجنة الأمريكية للخدمات الوقائية إلى عدم وجود الأدلة الكافية كي نوصي بالإرشاد السلوكي المعتاد من أجل الوصول إلى إتباع نظام غذائي صحي لدى الأفراد في أماكن الرعاية الأولية، إلا أنه يوصَى بإتباع نظامٍ غذائيٍ سلوكي مكثف في حالات الأفراد الذين يعانون من زيادة دهون بالدم وعوامل الخطورة الأخرى التي قد تؤدي إلى التعرض لأمراض القلب المزمنة أو أي مرضٍ مزمنٍ مرتبطٍ بالتغذية. هذا ويمكن القيام بالإرشاد المكثف من خلال أطباء الرعاية الأولية أو بإحالة المريض إلى متخصصين آخرين، مثل أخصائي التغذية أو اختصاصي الجميات الغذائية.
كما قامت كندا بكتابة ونشر قواعد إرشادية للمارسة المبنية على الأدلة في عام 2006. حيث تحاول هذه القواعد الإرشادية أن تتوجه نحو الوقاية والعلاج لأمراض السمنة على مستوى الفرد والمجتمع عند كلٍ من الأطفال والبالغين. كما نشر الاتحاد الأوروبي قواعد إرشادية للممارسة السريرية في عام 2008 في محاولةٍ منه لمواجهة معدلات السمنة المتزايدة في أوروبا. في حين قامت أستراليا بصياغة القواعد الإرشادية الخاصة بها في عام 2004.

## انتشار مرض السمنة
| <5% 5–10% 10–15% | 15–20% 20–25% 25–30% | 30–35% 35–40% 40–45% | 45–50% 50–55% >55% |

| <5% 5–10% 10–15% | 15–20% 20–25% 25–30% | 30–35% 35–40% 40–45% | 45–50% 50–55% >55% |

| <5% 5–10% 10–15% | 15–20% 20–25% 25–30% | 30–35% 35–40% 40–45% | 45–50% 50–55% >55% |

كانت السمنة قبل القرن العشرين من الأمراض النادرة: إلا أن منظمة الصحة العالمية أعلنت عام 1997 السمنة كوباءٍ عالميٍ وطبقاً لتقديرات منظمة الصحة العالمية عام 2005 فإن 400 مليون فرد على الأقل من البالغين (9.8%) يعانون من السمنة، بمعدلاتٍ إصابةٍ أكبر بين النساء عن الرجال. هذا ويرتفع معدل السمنة أيضاً مع السن من سن 50 إلى 60 عاماً على الأقل ويتزايد انتشار معدلات السمنة المفرطة في الولايات المتحدة وأستراليا وكندا بشكلٍ أسرعٍ من المعدل العام لانتشار السمنة.
إن السمنة التي اعتبرت يوماً مشكلةً في البلدان ذات الدخل المرتفع، تتزايد معدلاتها حالياً في جميع أرجاء العالم، مؤثرة على الدول النامية والمتقدمة على السواء. إلا أنه تم ملاحظة هذه الزيادة بصورةٍ أكبرٍ في البيئات الحضرية. والمنطقة الوحيدة في العالم التي لا تنتشر فيها السمنة هي منطقة الصحراء الكبرى.

## الصحة العامة
تتنبأ منظمة الصحة العالمية بأن زيادة الوزن والسمنة سيحلا محل مشكلات الصحة العامة التقليدية مثل نقص التغذية والأمراض المعدية كإثنين من الأسباب الأساسية في حالة الصحية المتردية. تمثل السمنة مشكلة صحةٍ عموميةٍ ومشكلةً للنظام العام بسبب انتشارها والتكاليف والآثار الصحية التي تسببها. هذا وتسعى مجهودات الصحة العامة إلى فهم وتصحيح العوامل البيئية المسؤولة عن زيادة معدلات الإصابة بالسمنة في المجتمعات. حيث تسعى الحلول إلى تغيير العوامل المسببة لزيادة استهلاك السعرات الحرارية وتقليل النشاط البدني. كما تشتمل هذه المجهودات على توفير الوجبات الغذائية لطلاب المدارس والتي تمولها الحكومات، الحد من تناول الأطفال للأطعمة غير ذات القيمة الغذائية بصورةٍ مباشرةٍ، بالإضافة إلى تقليل من فرص الحصول على المشروبات المحلاة بالسكر داخل المدارس. وكذلك بذل المزيد من المجهود لتسهيل الذهاب إلى المتنزهات والحدائق بالإضافة إلى تمهيد المزيد من ممرات سير المشاة، وذلك كله عند بناء المدن الجديدة.
كما نشرت الكثير من دول العالم والجماعات تقاريراً بشأن السمنة. ففي عام 1998 تم نشر القواعد الإرشادية الخاصة بالحكومة الأمريكية تحت العنوان: «إرشادات إكلينيكية حول التعرف على زيادة الوزن والسمنة وتقييمهما وعلاجهما عند الراشدين». أما في عام 2006 نشرت شبكة السمنة الكندية «القواعد الإرشادية للممارسة السريرية الكندية في علاج السمنة والوقاية منها عند الراشدين والأطفال». وهو دليلٌ شاملٌ مبنيٌ على أدلةٍ موجهةٍ إلى علاج الوزن الزائد والسمنة والوقاية منهما عند الراشدين والأطفال.
في عام 2004، أصدرت كلية الأطباء الملكية بالمملكة المتحدة، كلية الصحة العامة، والكلية الملكية لطب وصحة الطفل، تقريراً بعنوان «تكديس المشكلات» والذي أكد على مشكلة السمنة المتنامية في المملكة المتحدة. في العام نفسه، نشرت لجنة الصحة التابعة مجلس العموم «بحثها الأكثر شمولاً [...] على الإطلاق» عن أثر السمنة على الصحة والمجتمع في المملكة المتحدة والحلول الممكنة للمشكلة. وفي عام 2006، أصدرت المؤسسة القومية للامتياز الصحي والإكلينيكي قواعد إرشادية عن تشخيص وعلاج السمنة، وعن مقتضيات السياسة الواجب الأخذ بها للمؤسسات غير الصحية مثل المجالس المحلية.
هذا وحذر تقرير السير ديريك وانليس، أحد المستشارين الماليين للحكومة البريطانية، الصادر صدر في عام 2007، لمؤسسة صندوق تمويل الملك من أنه إن لم يتم إتخاذ إجراءاتٍ إضافيةٍ، فإن السمنة ستصبح قادرة على إعاقة عمل لجنة خدمات الصحة القومية من الناحية المالية. أما في الولايات المتحدة، فتعمل العديد من المؤسسات، ومنها تحالف مؤسسة بيل كلينتون من أجل جيلٍ أصحٍ، ومؤسسة العمل من أجل أطفال أصحاء، على محاربة السمنة عند الأطفال. بالإضافة إلى ذلك، فقد استضافت مراكز مكافحة الأمراض واتقائها أول مؤتمرٍ لزيادة الوزن في عام 2009 والذي هدفت من خلاله إلى جذب اهتمام الأمة إلى وباء السمنة.
هناك طرق شاملة يتم دراستها لمحاربة المعدلات المرتفعة من السمنة. يقسم إطار العمل الخاص بخطة العمل على مكافحة السمنة (بالإنجليزية: The Obesity Policy Action)‏ الإجراءات المتبعة إلى سياسات استهلالية ووسيطة ونهائية. تعمل السياسات الاستهلالية على تغيير المجتمع، بينما تحاول السياسات الوسيطة تغيير سلوك الفرد لمنع السمنة، في حين تحاول السياسات النهائية والمرتبطة بنهاية المسار أن تعالج من يعانوا فعلاً من السمنة.

## التأثير الاقتصادي

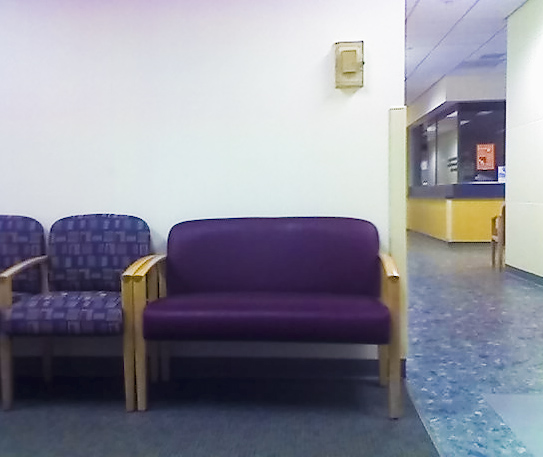
ينبغي أن توفر الخدمات للمصابين بالسمنة تجهيزاتٍ خاصةٍ مثل مقاعد واسعة جداً لهم.

بالإضافة إلى تأثيراتها الصحية، تؤدي السمنة إلى العديد من المشاكل بما في ذلك مقابلة المشاكل في التوظيف  وزيادة تكاليف إنجاز العمل. حيث تتلمس كل مستويات المجتمع مثل تلك التأثيرات، سواءً أكان ذلك على الصعيد الفردي أو المجتمعي أو المؤسسي أو الحكومي.
ويتراوح الرقم التقديري لكم الإنفاق السنوي على منتجات التخسيس من 40 إلى 100 مليون دولار في الولايات المتحدة الأمريكية وحدها. ففي عام 1998، وصلت النفقات الطبية المرتبطة بالسمنة إلى 78.5 مليارًا أو 9.1 % من إجمالي النفقات الطبية،  بينما قُدِرَت تكلفة النفقات المرتبطة بالسمنة في كندا بنحو مليوني دولار كندي في عام 1997، أي ما يعادل (2.4 % من إجمالي التكاليف الصحية).
لقد وجد أن برامج الوقاية من السمنة تخفض من تكاليف علاج الأمراض المرتبطة بالسمنة. مع هذا، فكلما عاش الأفراد لمدة أطول كانت نفقاتهم الطبية أكثر. لهذا انتهى الباحثون إلى أن تخفيض السمنة قد يحسن الصحة العامة، لكن من غير المحتمل أن يخفض الإنفاق العام على الصحة.
يمكن أن تؤدي السمنة إلى الرفض الاجتماعي أو إلى مساوئ تتعلق بالتوظيف. فعند مقارنتهم بأقرانهم من أصحاب الوزن الطبيعي، يُلاحظ أن العمال الذين يعانون من السمنة لديهم معدلات أعلى من التغيب عن العمل، وأخذ المزيد من الإجازات المرضية مما يزيد من التكاليف بالنسبة لأصحاب العمل ويقلل من الإنتاجية. لقد وجدت دراسةٌ ركزت على موظفي جامعة ديوك أن الأفراد الذين لديهم مؤشر كتلة جسم أعلى من 40 طالبوا بضعف طلبات التعويض عن إصابات العمل عن أقرانهم من الموظفين الذين لديهم مؤشر كتلة جسم مقداره يتراوح بين 18.5 و24.9. كما أنهم أيضاً تغيبوا عن العمل أكثر من 12 مرةً عن زملائهم. هذا وكانت أكثر الإصابات شيوعاً بين هذه المجموعة بسبب السقطات والحمل، مما يؤثر على أطرافهم السفلى، الرسغين أو اليدين، والظهر. لقد وافق مجلس تأمينات موظفي ولاية ألاباما الأمريكية على خطةٍ مثيرةٍ للجدل تقضي بدفع العمال الذين يعانون من السمنة 25 دولاراً في الشهر إذا لم يتخذوا إجراءاتٍ تقلل من أوزانهم ويحسنوا حالتهم الصحية. لقد بدأ العمل بهذه الخطة في يناير 2010 وهي تنفذ على هؤلاء الذين لديهم مؤشر كتلة جسم يزيد على 35 كيلوجرام/م2 والذين يفشلون في تحقيق تحسينات في صحتهم خلال عام.
يرى بعض الباحثين أن هناك احتمالية أقل لتعيين المصابين بالسمنة في وظيفة وترقيتهم. كما أنهم يتقاضون أجوراً أقل من نظرائهم الطبيعيين للقيام بنفس العمل. فتتقاضى النساء السمينات في المتوسط 6% أقل بينما يتقاضى الرجال المصابون بالسمنة 3% أقل.
هناك مجالات خاصة، مثل الطيران وصناعات الأغذية، لها مشاكلٍ خاصةٍ مرتبطةٍ بالسمنة. فبسبب معدلات السمنة المتزايدة، تتكبد خطوط الطيران تكاليفٍ أكبرٍ للوقود وتتلقى ضغوطاً لزيادة عرض المقاعد. في عام 2001، كلف الوزن الزائد للمسافرين المصابين بالسمنة الخطوط الجوية 275 مليون دولار أمريكي. كما زادت تكاليف المطاعم بسبب الدعاوى القضائية التي تتهمهم بالتسبب في السمنة. مما دعى الكونجرس الأمريكي عام 2005 إلى مناقشة تشريعاً يمنع إقامة الدعاوى القضائية على الصناعة الغذائية فيما يتعلق بالسمنة، إلا أن هذا التشريع لم يصبح قانوناً.

## التاريخ والثقافة

### أصل التسمية
أُشتقت كلمة Obesity من الأصل اللاتيني obesitas  والتي تعني «سمين، أو بدين، أو ممتلئ». وĒsus وهو التصريف الثالث من الفعل edere  (يأكل)، حيث أضيفت ob (زيادة) إليها. كما وثَّق قاموس أوكسفورد الإنجليزي أول استخدامٍ لهذا اللفظ في عام 1611 بواسطة راندل كوتجريف.

### الجوانب التاريخية

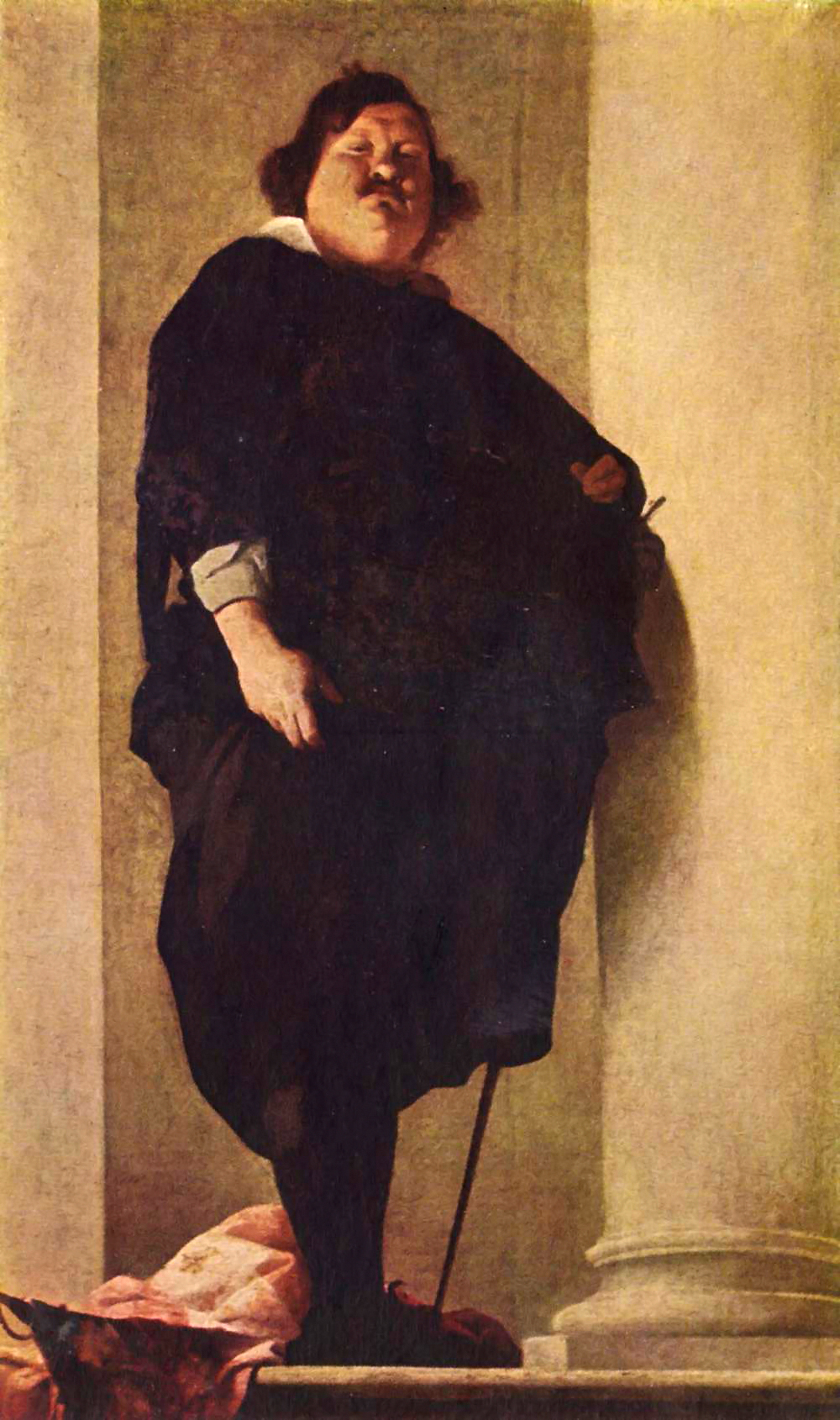
كان ينظر للسمنة في أثناء العصور الوسطى وعصر النهضة على أنها علامةٌ على الثروة، وكانت شائعة نسبياً بين موظفي الدولة: لوحة «الفريق أول التوسكاني أليساندرو دل بور»، والمنسوبة لتشارلز ميلين، 1645.

كان اليونانيون هم أول من تعرَّف على السمنة كاضطرابِ صحيٍ. حيث كتب أبقراط «إن البدانة ليست مرضاً في ذاتها فقط، لكنها نذيراً لغيرها من الأمراض أيضاً». هذا وقد ربط الجراح الهندي «سارشوتا» (القرن السادس قبل الميلاد) بين أمراض السمنة والسكري واضطرابات القلب. كما أوصى بممارسة العمل الجسدي من أجل علاجها وعلاج آثارها الجانبية. في أغلب التاريخ البشري حارب الإنسان ندرة الطعام. لهذا فقد أُعتُبِرَت السمنة تاريخياً علامةً على الثروة والرخاء. وقد كانت شائعة بين كبار موظفي الدولة في أوروبا في العصور الوسطى وعصر النهضة وأيضاً في الحضارات القديمة بشرق آسيا.
مع بداية الثورة الصناعية، أُدرِك أن القوة الاقتصادية والعسكرية للأمم تعتمد على كل من حجم الجسم وقوته عند كلٍ من الجنود والعمال. كما أن زيادة متوسط كتلة الجسم مما يعتبر الآن وزناً أقل من الطبيعي إلى ما يعتبر المدى الطبيعي الحالي لعب دوراً هاماً في تطور المجتمعات الصناعية. لذا فقد زاد الطول والوزن خلال القرن التاسع عشر في العالم المتقدم. خلال القرن العشرين، بعدما وصلت المجتمعات إلى أقصى طولٍ تسمح به جيناتها، بدأ الوزن في الزيادة بمعدلاتٍ أكبرٍ من الطول، مما جعل من السمنة نتيجةً لتلك الأحداث. وفي الخمسينات من القرن العشرين، أدت الثروة في العالم المتقدم إلى انخفاض الوفيات بين الأطفال، لكن مع زيادة الوزن أصبحت أمراض الكلى والقلب أكثر شيوعاً. كما أدركت شركات التأمين خلال هذه الفترة العلاقة بين الوزن ومتوسط العمر المأمول فزادت رسوماً إضافيةً على الأفراد الذين يعانون من السمنة.
نظرت الكثير من الثقافات عبر التاريخ إلى السمنة على أنها نتيجةٌ لعيبٍ في الشخصية. فقد كانت «الشخصية السمينة» في الكوميديا اليونانية توصف بالنهم وتكون مثاراً للسخرية. أما في أيام المسيح، فقد كان ينظر إلى الطعام على أنه ممر إلى خطيئتي الكسل والشهوة. في حين يُنظر إلى الوزن الزائد في الثقافة الغربية الحديثة على أنه شيءٌ غير جذابٍ، وعادة ما يتم الربط بين السمنة وانطباعاتٍ نمطيةٍ سلبيةٍ. كما قد يواجه الأفراد من جميع المراحل العمرية النفور المجتمعي، أوقد يتم استهدافهم من قِبَل المشاغبين أو قد يبتعد عنهم أقرانهم. والسمنة مرةً أخرى هي سببٌ للتفرقة.

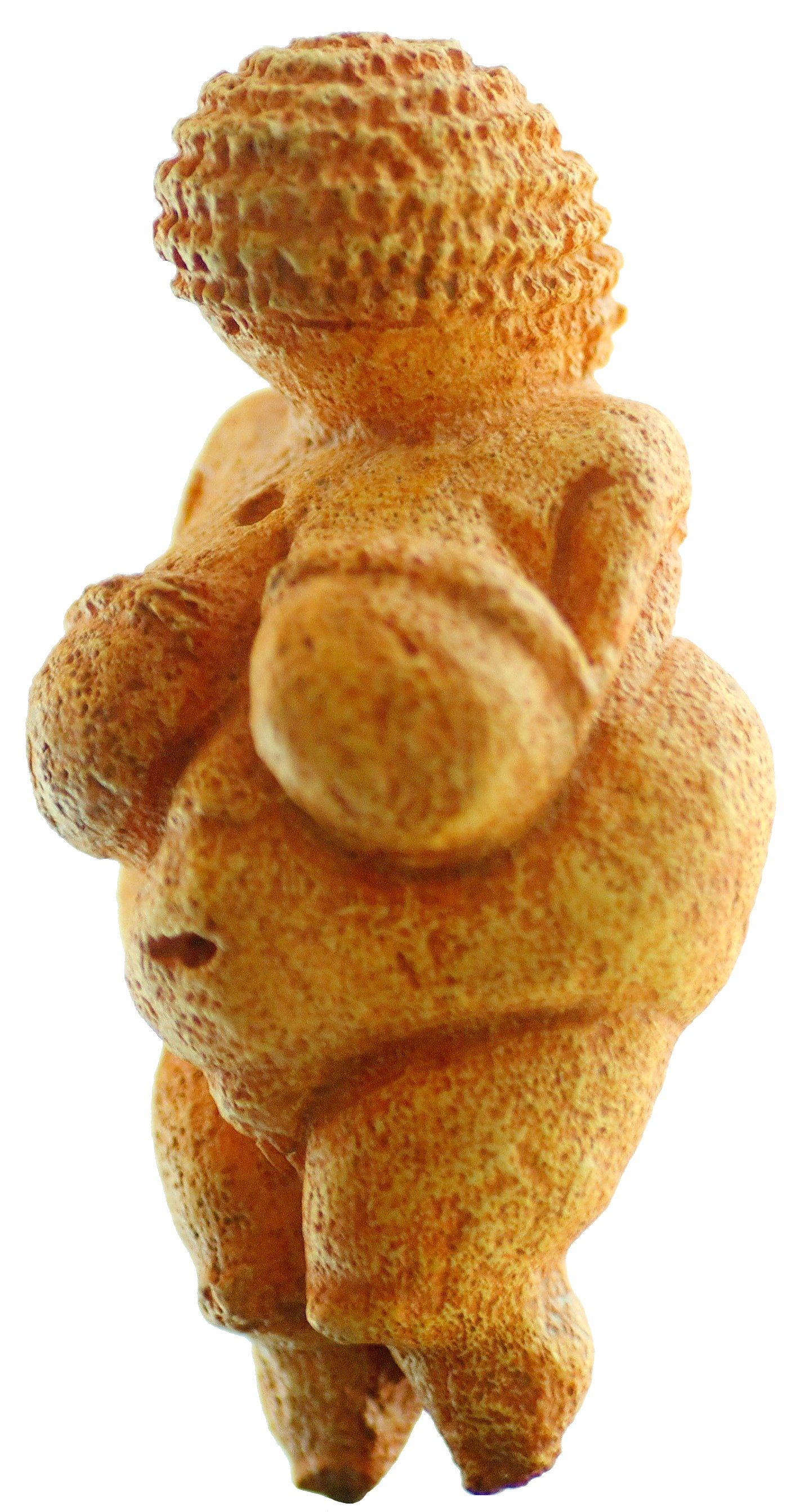
تمثال فينوس ولندورف المصنوع ما بين عاميّ 24000 و22000 سنة قبل الميلاد.

كما تختلف الرؤى العامة في المجتمع الغربي المرتبطة بوزن الجسم الصحي عن تلك الرؤى المرتبطة بالوزن المثالي، وقد تغير كليهما منذ بداية القرن العشرين. حيث أصبح الوزن الذين يُنظر إليه على أنه مثالي أقل منذ العشرينات من القرن العشرين. يتضح ذلك من خلال معرفة حقيقة أن متوسط طول الفائزات بمهرجان ملكة جمال أمريكا زاد بمقدار 2% من عام 1922 إلى 1999، بينما تناقص متوسط وزنهن بمقدار 12%. من ناحيةٍ أخرى، فقد تغيرت رؤى الناس فيما يتعلق بالوزن الصحي للاتجاه المضاد. ففي بريطانيا ارتفع الوزن الذي يعتبر الناس أنفسهم بدناء إذا وصلوا إليه بشكلٍ دالٍ إحصائياً في عام 2007 عنه في عام 1999. ومن ثم يعتقد أن هذه التغييرات نجمت عن المعدلات المتزايدة من البدانة مما أدى إلى قبول متزايد لدهون الجسم الزائدة كما لو كانت أمراً طبيعياً.
وينظر إلى السمنة إلى الوقت الحالي على أنها علامةٌ على الثروة والصحة الجيدة في الكثير من أجزاء القارة الإفريقية. حيث أصبح هذا الأمر شائعاً على وجه الخصوص منذ بدء انتشار وباء فيروس نقص المناعة البشرية.

### الفنون
عرضت أولى التماثيل النحتية للجسم البشري، خلال الفترة الممتدة بين عاميّ 20.000 و35.000 قبل الميلاد، سيداتٍ سميناتٍ. يرجع البعض تماثيل الإلهة فينوس إلى نزعة التأكيد على الخصوبة بينما يشعر البعض بأنها تمثل «السمنة» التي كانت موجودة عند الناس في هذا العصر. لكن تغيب البدانة في الفن اليوناني والروماني، والذي قد يعبر عن محاولتهم الحفاظ على مُثُلِهم المتعلقة بعدم المغالاة. كما استمر ذلك خلال فترةٍ طويلةٍ من التاريخ الأوروبي المسيحي، حيث لم يتم تصوير سوى هؤلاء الذين ينتمون لمنزلةٍ اجتماعيةٍ اقتصاديةٍ منخفضةٍ على أنهم يتسمون بالبدانة.
بدأت الطبقة العليا تتباهى بأحجامها الضخمة خلال عصر النهضة، ويمكن ملاحظة ذلك في لوحات هنري الثامن وأليساندرو دل بورو. كما صور بيتر بول روبنس (1577- 1640) النساء بأجسادهن الكاملة في صوره بصورةٍ منتظمةٍ، ومن هنا جاء جاء المصطلح Rubenesque، بمعنى امرأة ضخمة جميلة. وما زالت هؤلاء النساء، على الرغم من هذا، تحافظن على شكل «الساعة الرملية» بعلاقته بالخصوبة. في حين تغيرت الرؤى تجاه السمنة في العالم الغربي خلال القرن التاسع عشر. فبعد قرونٍ من كون السمنة مرادفٍ للثروة والمنزلة الاجتماعية، بدأ الناس يرون النحافة على أنها هي المعيار المرغوب.

### تقبل الحجم الكبير والجدل الدائر حول السمنة

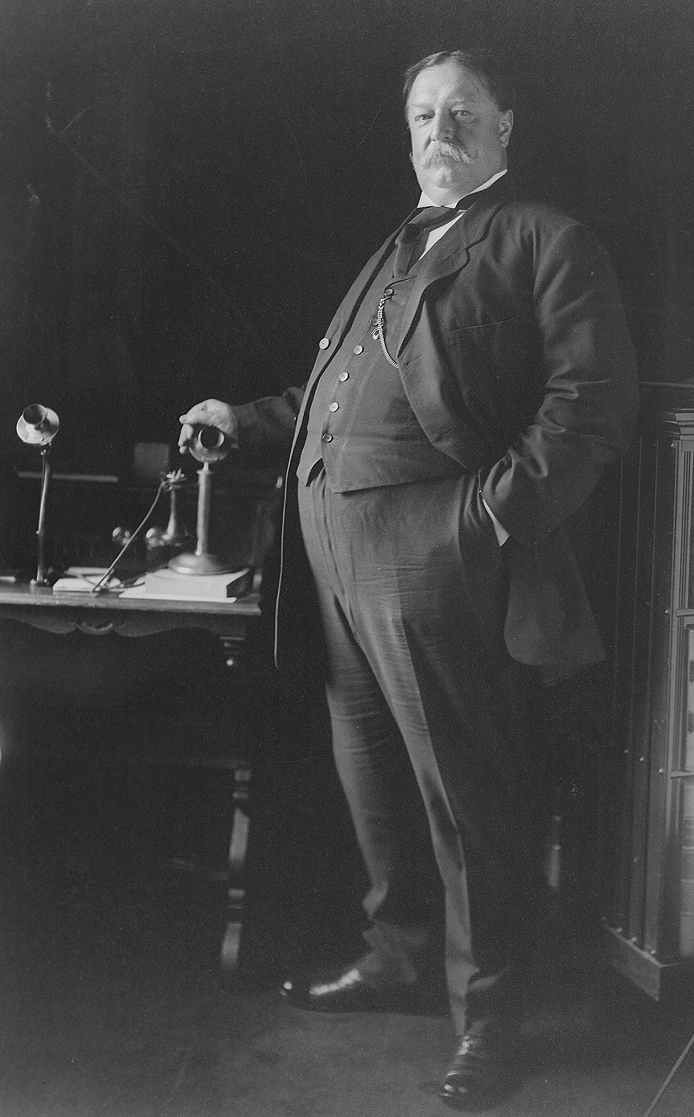
تعرض البدناء للسخرية ومنهم رئيس الولايات المتحدة ويليام هوارد تافت مراتٍ عديدةٍ.

يتمثل الهدف الأساسي لحركة تقبل البدانة في التقليل من التفرقة الممارسة ضد الأفراد الذين يعانون من البدانة أوالسمنة. على الرغم من هذا، يحاول بعض المشاركين في هذه الحركة أن يلغي من العلاقة القائمة بين السمنة والنتائج الصحية السلبية.
كما تشجع العديد من المؤسسات القائمة على تقبل السمنة، والتي زاد ظهورها في النصف الأخير من القرن العشرين. حيث تكونت الرابطة القومية لزيادة تقبل السمنة في عام 1969 وهي تصف نفسها بأنها مؤسسةٌ حقوقيةٌ مدنيةٌ مكرسةٌ لإنهاء التفريق على أساس الحجم.
كما تعد الرابطة الدولية لتقبل الحجم مؤسسةً غير حكوميةٍ أُسِّسَت في عام 1997. وهي ذات توجهٍ عالميٍ وتصف رسالتها بأنها تزيد من حجم القبول وتساعد على إنهاء التفريق على أساس الوزن. تحاول هذه المجموعات أن تحصل على اعترافٍ بأن السمنة تمثل «إعاقة» وفقاً لما ورد بقانون العجز الأمريكي. إلا أن النظام التشريعي الأمريكي قرر أن تكاليف الصحة العامة المرتقبة تزيد على فوائد تمرير القانون الذي يحارب التفرقة كي يشمل السمنة.
هناك العديد من الكتب مثل «أسطورة الحمية» (بالإنجليزية: The Diet Myth)‏ لمؤلفه بول كامبوس والذي ورد به أن المخاطر الصحية للسمنة غير مثبتة تقريباً، وأن المشكلة الحقيقية تتمثل في التفرقة الاجتماعية التي يواجهها البدناء. وعلى نفس الوتيرة، يقول مايكل جارد في كتابه «وباء السمنة» (بالإنجليزية: The Obesity Epidemic)‏ أن السمنة هي بنيةٌ أيدلوجيةٌ أخلاقيةٌ أكثر منها مشكلة صحية. كما تحاول جماعاتٍ أخرى أن تلغي علاقة السمنة بالحالة الصحية المتردية. كما يقوم مركز حرية المستهلك، وهو منظمةٌ مدعومة جزئياً من قِبَل بواسطة شركات الأغذية والمطاعم، بعمل إعلاناتٍ توضح أن السمنة ليست وباء، وأن كل ما يُقال إنما هو مبالغة.
ومن المعروف أن الأفراد يختارون شركاء حياتهم المستقبليين من أصحاب كتلة الجسم المشابهة لهم. وبالتالي فإن المعدلات المتزايدة للسمنة وفرت فرصاً أكبر للبدناء كي يجدوا شركاء حياةٍ لهم. كما أطلقت بعض الثقافات الفرعية على أنفسهم أنها ثقافاتٍ منجذبةٍ على وجه الخصوص للبدناء. حيث تعد كلٌ من ظاهرة «تعقب البدناء» و«المعجبين بالبدناء» من أمثلة تلك الثقافات.

## الأبحاث
وجد أن عقار لوركاسيرين فعال في علاج السمنة حيث يحقق انخفاضاً في الوزن قدره 5.8 كيلوجرام في سنةٍ واحدةٍ في مقابل 2.2 كيلوجرام باستخدام الدواء الوهمي (بلاسيبو). ويتم حالياً اختبار الحصوات المعدية المزيفة التي يمكن التحكم بها (وهي أجسام غريبة عن الجسم يمكن بلعها ويمكن لها أن تتورم داخل المعدة لتقليل حجمها). هذا وأوضح أن استخدام عقار نالتريكسون المصاحب لعقار بوبروبيون في مرحلة التجريب الثالثة يؤدي إلى انخفاض في الوزن بمقدار يتراوح بين 5 و6% مقارنة بواحد بالمئة للدواء الوهمي.

## سمنة أطفال

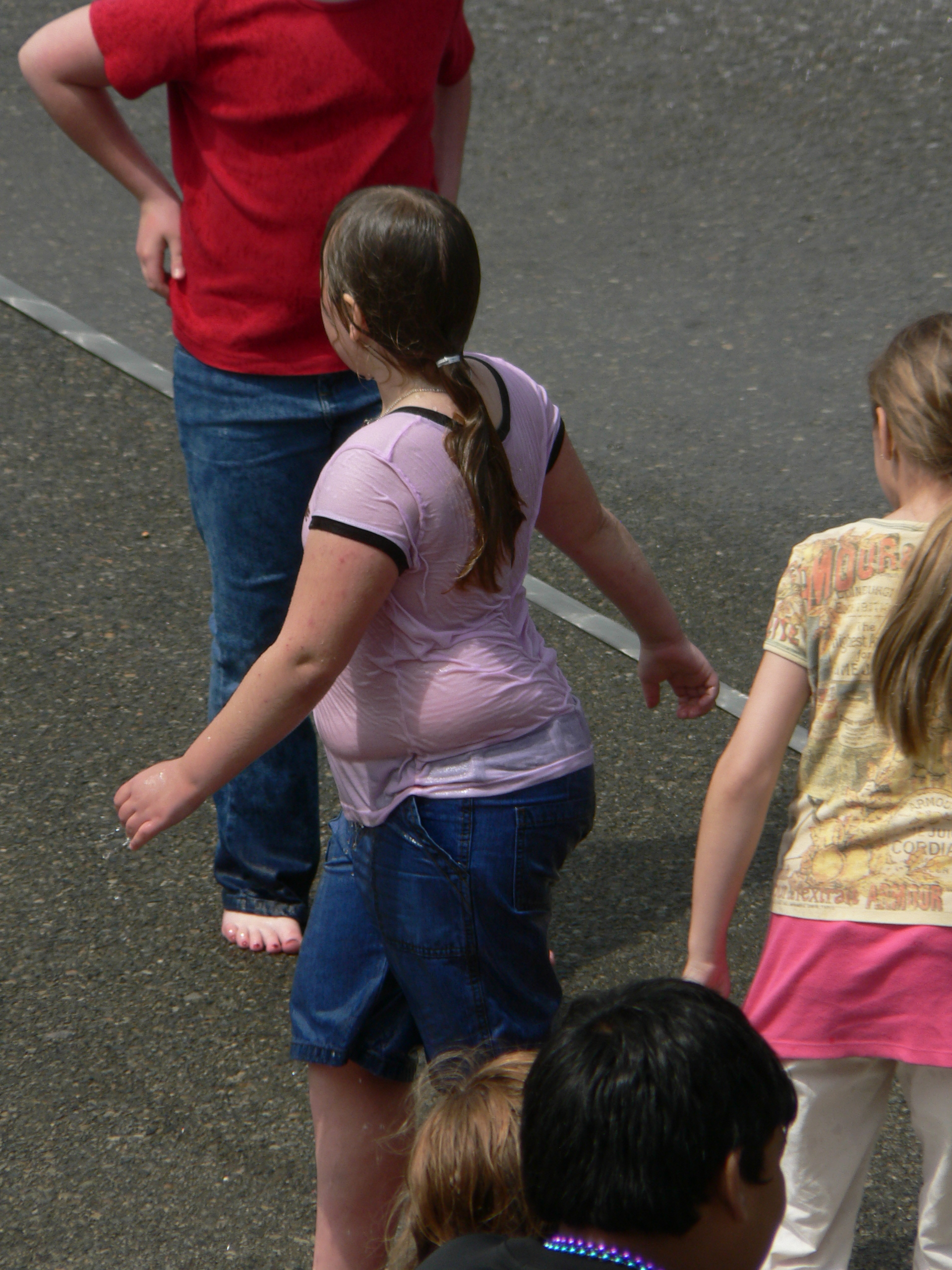
فتاة صغيرة تعاني من السمنة الزائدة.

يتنوع معدل مؤشر كتلة الجسم الصحي وفقا للسن والجنس عند الأطفال. حيث تُعَرَّف السمنة عند الأطفال والمراهقين على أنها مؤشر كتلة الجسم الأكبر من الرتبة المئوية الخامسة والتسعين. وقد تم تحديد البيانات المرجعية التي يتم بناء هذه النسب عليها من الفترة بين عاميّ 1963 و1994 وبالتالي لم تتأثر بالزيادات الحالية في الوزن.
هذا وقد وصلت السمنة عند الأطفال إلى نسبٍ وبائيةٍ في القرن الحادي والعشرين، مع ارتفاع معدلات السمنة في كل من الدول النامية والمتقدمة على السواء. حيث زادت معدلات السمنة عند الأطفال الكنديين من 11% في الثمانينات من القرن العشرين إلى ما يزيد على 30% في فترة التسعينات، بينما زادت معدلات إصابة الأطفال البرازيليين بالسمنة في الفترة نفسها من 4 إلى 14%.
ومثلما في السمنة عند الراشدين، تسهم العديد من العوامل في زيادة معدلات الإصابة بالسمنة عند الأطفال. حيث يعتقد أن النظام الغذائي المتغير وانخفاض النشاط البدني هما السببان الأكثر أهميةٍ وبروزٍ في الارتفاع الحالي لتلك المعدلات.
ولأن السمنة في الطفولة تستمر عادةً إلى الرشد وهي مرتبطة بالعديد من الأمراض المزمنة، فإن الأطفال المصابين بالسمنة غالباً ما يتم فحصهم للتأكد من خلوهم من ضغط الدم المرتفع، السكري، زيادة دهون الدم والكبد الدهني.
إن العلاجات المستخدمة مع الأطفال تتمثل في تغييراتٍ في نمط الحياة والأساليب السلوكية بشكلٍ أساسيٍ. ولم يتم الموافقة من قبل إدارة الأغذية والأدوية على استخدام العلاجات الدوائية مع هذه المرحلة السنية.

## سمنة الحيوانات الأخرى
كما تنتشر سمنة الحيوانات الأليفة في الكثير من الدول. حيث تتراوح معدلات الوزن الزائد والسمنة في الكلاب بالولايات المتحدة الأمريكية من 23% إلى 41%، حيث أن 5.1% من الكلاب مصابةٌ بالسمنة. أما معدلات السمنة في القطط أعلى بقليلٍ حيث تصل إلى 6.4%. في حين وجد أن معدلات السمنة بين الكلاب في أستراليا في بيئات الرعاية البيطرية تصل إلى 7.6%. هذا وترتبط مخاطر الإصابة بالسمنة عند الكلاب بما إذا كان أصحابهم يعانون من السمنة أم لا، ومع هذا، فلا يوجد مثل هذا الارتباط بين القطط وأصحابها.